# 金田一少年の事件簿の登場人物
金田一少年の事件簿の登場人物（きんだいちしょうねんのじけんぼのとうじょうじんぶつ）では、漫画『金田一少年の事件簿』およびその派生作品に登場する架空の人物を列挙する。
長期間に及ぶ連載のため、登場人物によっては設定が変更されていたり一貫していない部分もある。
また、各登場人物のキャストは、メディアミックス展開のために複数存在する。
凡例
- アニメ・ゲーム・ラジオドラマ（声）での分類は、アニメ第1期を無印、第2期をR（リターンズ）、ゲームを各機種の一般的な略称、ラジオドラマを推理クイズと表記する。
- ドラマ（演）での分類は、堂本版は初代、松本版は2代目、亀梨版は3代目、山田版は4代目（またはN（neo））、道枝版は5代目と表記する。

## 主要人物

### 金田一一（きんだいち はじめ）
- 声 - 松野太紀（テレビアニメ、推理クイズ、DS、Zoomドラマ） / 山口勝平（劇場版第1作） / 岩永哲哉（PS） / 草尾毅（SS） / 関俊彦（CDブック） / 櫻井孝宏（パチンコ） / FROGMAN（チャンネル5.5）
- 演 - 堂本剛（初代） / 松本潤[1]（2代目） / 落合扶樹（2代目・幼少期） / 亀梨和也（3代目） / 山田涼介（4代目） / 道枝駿佑（5代目）[2]

人物
本作の主人公。かの名探偵、金田一耕助の孫（耕助は母方の祖父）。一人称は「俺」。
誕生日は8月5日で星座はしし座。身長170cm。体重58kg。血液型はB型、足のサイズ25.5cm、視力は左右とも2.0。本籍地は埼玉県。原作では東京都不動山市（架空の地名）在住。第2シリーズドラマ版では東京都世田谷区西宇奈根在住。
私立不動高校2年。ミステリー研究会・演劇部所属。普段は学業に対する意欲がなく、遅刻・早退・サボリなどの常習犯。落第寸前の成績だが、同高校の入学試験は開校以来トップの成績で合格した。教職員や同級生でも一の真の頭脳明晰さを一部の者が認識している。また教師から出題された同世代には困難な問題に答えられる事もある。一方で2年への進級時の成績は落第寸前であり、留年がかかったテストの際にはカンニング同然の巧妙なイカサマをして高得点を取るという悪知恵も効かせていた。IQ180で極めて高い推理力を持つ。頭の回転が速く柔軟な発想力を持っており、暗号やパズル的な問題を一目で看破したり、中国語の四行詩や容疑者のアリバイ表を一度見聞きするだけで覚えるなど記憶力にも優れており、佐木が同行していた事件では自分の記憶力から状況証拠を辿り、佐木の回していたビデオカメラを見た事で、自分が正しかったという場面も少なくなかった。スポーツも全く駄目だが、卓球は得意。また体育の唯一の自慢は50メートル走で7秒を切れる事であり、劇場版第1作目では自転車に乗った美雪を走って追いかける際にパトカーを追い抜いている。
基本的には明るい性格のお調子者でスケベでひねくれた面も見られるが、正義感が強く不良相手にも物怖じしない度胸もある。犯人相手であっても命や心を救おうとする優しさと勇気も持ち合わせている。
オカルトは基本的に信じておらず、「幽霊に人を殺せない」と述べている。一か月の小遣いは4千円。
決め台詞
「ジッチャンの名にかけて!」「謎はすべて解けた!!」「犯人はこの中にいる!」。第Ⅰ期の「露西亜人形殺人事件」「金田一少年の決死行」では祖父の名ではなくて自分自身の誇りにかけている。
呼ばれ方
美雪からは「はじめちゃん」と呼ばれ、家族や親族以外からは「金田一」「金田一君」と呼ばれる事が多く、時々「名探偵」と呼ばれたりもする。ドラマ版では、第1期では剣持は最初は一の事を「金田一君」と呼んでいたが「首なし村殺人事件」のエピローグからは「ハジメ」と呼ぶようになる。ドラマ版第3期（ドラマ版スペシャル「魔術列車殺人事件」を除いて）の剣持も「ハジメ」と下の名前で呼び捨てにしていた。ドラマ第5シリーズ（初登場エピソードは、「銀幕の殺人鬼」）では、最初から「ハジメ」と呼んでいる。名前を縦書きにすると「金田二」のように見える事から、初期にはよく名前を「キンダニ」と間違えられた。また意図的に「カネダイチイチ」と言われた事もあり、また自身でふざけて下の名前を「ワンワン」と言った事もある。
容姿
肩まで伸びた髪を後ろで束ねている。なお、幼少期は髪が短かった。太い眉毛が特徴で、初期は他の漫画でネタに使われる事もあった。
「犯人たちの事件簿」では、「魔神遺跡殺人事件」の村西弥生から、堂本剛と松本潤と亀梨和也と山田涼介に激似の奇跡の顔立ちと称されているが、これはドラマで一を演じた役者を挙げていくという
メタネタである。
探偵役として
一の推理方法は地道に状況証拠を集めていき、そこから物的証拠を見つけ出す単純なもの。指紋鑑定や薬物検査等の被害者の検死結果は（クローズドサークル的な事件を除けば）警察や居合わせた医療関係者の鑑定で知る場合がほとんどである。そのため連続殺人の中で途中まではミスリードを狙う犯人の術中にはまり、思惑通りの推理をしてしまう事もある。
冗談半分に言う時を除き、一自身が自分で「探偵だ」と名乗る事は決してない。そのため、事件の最初は一の事を全く知らない人物からは「素人（一般人、民間人）」「高校生（ガキ）」と軽く見られる事が多く、その際に剣持や美雪などが一の事を「名探偵（の孫）」と紹介したり、自身が驚異の推理力を披露したりして、関係者を驚愕させるのが通例となっている。また「幽霊客船殺人事件」ラストの記述にあるが、自ら希望して自分が事件解決に関わった事を伏せてもらっている。だが警察関係者や噂などで彼の正体を知るものも稀にいる。幾つかの財宝を発見した事があるため、トレジャーハンターの業界では有名人である。
性善説論寄りな考えの持ち主で「どんな理由でも殺人を犯しても報われる事はない」「生きて償えば人生はやり直せる」という趣旨の発言をしており、相手の良心に訴える事が比較的多い。犯人に対しては逮捕された後も何らかの形（面会に行くなど）でアフターケアを行うなどの情けに厚いタイプである。犯罪を芸術視して殺人教唆をする高遠に対しては怒りを見せていた。
旅行で出かけた先などで毎回のように“偶然”事件に巻き込まれる事に関しては本人も自覚している。また、剣持やいつきなどの知人からの依頼を引き受ける事もあるが、興味本位で自分と全く無関係な事件に首を突っ込んだりする事は一切ない。売られた喧嘩は買うものの勝ち負けに全くこだわらず、基本的に推理勝負を持ちかける事を快く思わない。
事件解決例が少なかった当初は素人探偵として刑事たちに軽く見られていたが、幾多の事件を解決していくうちに刑事たちの信頼を得るようになり、刑事関連の人脈が広がった。四国地方の司法機関は未開拓だが、猪川警部には「民間人でこれだけ全国に多くの警察の知り合いを作っているのはお前ぐらい」と皮肉を言われた。彼の功績は認められており、数々の事件を解決した事に対する警視総監直々の表彰（表彰状・金一封贈呈）の候補になった事もあるが、直前でAV鑑賞癖がバレたために取り消された。
無鉄砲で不用心な面も目立ち、捜査中は真相の発覚を恐れた犯人に殺されかけるなど危険な目に遭ったり、罪を着せられ、スケープゴートにされる事もある。
第Ⅰ期最後の事件「金田一少年の決死行」の後、高遠の「犯罪ガイドマップ」に記された場所に行くために一人旅に出ており、しばらく事件の発生阻止や解決をしていた。「オペラ座館・第三の殺人」解決後に帰宅している。
「獄門塾殺人事件」では明智の指示（ドラマ版では李白龍〈リー・バイロン〉）で嫌々ながら初めての検死をした（アニメ版では検死の描写は台詞のみ）。
嗜好・特技
趣味はテレビゲームで徹夜する事もしばしば。手先の器用さ、スリの手腕、祖父から習ったプロ級の手品の才能もあり、それらが意外な形で役立つ事もあり、原作版の「オペラ座館殺人事件」では手品の腕を活かして、犯人の腕時計の針を進めた事で、犯人にボロを出させた。「墓場島殺人事件」では手先の器用さを活かし、その場にあったものでボウガンやトラップを作り上げた。囲碁の才能も祖父には1度も勝った事がないというものの名門校の強者に勝つほどの実力があり、将棋も有段者の剣持相手にそこそこ指せるなど、駆け引きに強い一面がある。
未成年にもかかわらずAV鑑賞・飲酒・喫煙をする事もある（原作のみ）。剣持の前で喫煙している事を示唆してしまい、剣持に突っ込まれた（同事件でニコチンの毒性を知った事で喫煙はやめたようである）。運転している描写はないが、母親にバイクの購入をねだった事と、「金田一少年の殺人」では囮となりバイクに乗っていたいつきを明智たちが彼と間違えていたため、普通二輪免許を持っている可能性がある。ジェットコースターが大の苦手（「タロット山荘殺人事件」「鏡迷宮の殺人」より）。
大食いで食い意地が張っているので美雪たちを呆れさせる事もしばしば。ドラマ版第1期・第2期ではコーヒーが苦手という設定。
カラオケの十八番は「ひとりじゃない」と「硝子の少年」で、「人喰い研究所殺人事件」では同曲をカラオケで実際に歌うシーンが収録されている。
対人関係
美雪に対しては表面上は「友達以上、恋人未満」のような態度だが、本心は美雪一筋で心から大切に想っている。原作Ⅰ期最後の事件(金田一少年の決死行)のラストでは旅に出る前に美雪に会いに行き、キスをした。初代実写のラスト（劇場版）でも両親の都合で転校する事になった美雪から告白され、彼自身も自分の想いを伝えている。
友達想いで、同年代に好かれやすい性格。本人にはあまり自覚はないが、美雪以外の女性にもかなりモテており、そのいずれもがかなりの美人である(速水玲香、和泉さくら、宗像さつき、常葉瑠璃子など)。ただし、冴子などの一部の美雪の友人からは毛嫌いされている描写がある。また、いわゆる電波系の人種を苦手としている。親しい友人や好意を持ってくれた女性が殺害されたり、犯人であった事も何度かある。また、「異人館ホテル殺人事件」では、両刀遣いの虹川幸雄（にじかわ ゆきお、声 - 西村朋紘 / 演 - 小林尚臣）にも関係を求められた事がある。美雪曰く、初恋の相手は小学校時代の同級生・高森ますみ（たかもり ますみ、声 - 西村ちなみ / 演 - 吹石一恵「仏蘭西銀貨殺人事件」）らしいが、美雪が勝手にそう言っているだけなので、本人がそう思っていたのかは不明。
スケベだが、性に関しては実はかなり奥手。童貞であり、美雪との初体験をよく妄想している。普段は余裕のある態度を取ったり女性をからかったりしているが、いざ女性の方から積極的にアプローチされるとしどろもどろになりその場を逃げ出してしまう事が多い（速水玲香、宗像さつき（「魔神遺跡殺人事件」に登場）など）。事件が起きた時は下心を一切出さず、女性の全裸（半裸）死体を見ても真剣・冷静に推理力を発揮する。
さほど面識のない目上の人間には内心では呼び捨てたり失礼な事を考える事もあるが、面と向かっての場合は基本的にやや砕けた敬語を使う。剣持警部のように親しい間柄だとタメ口で話す。
各作品において
ドラマ版
一役は初代から一貫してジャニーズ事務所所属のタレントが演じている。
堂本が演じた初代の彼は成績・性格共にほぼ原作と同一の設定となっているが、原作よりやや奇天烈な言動も見られる。「永久保存版」では大のおじいちゃん子であり、耕助が渡米した際には美雪と出会うまで塞ぎ込んでいた事や決め台詞である「ジッチャンの名にかけて!」が誕生した経緯が描かれた。学校には祖父の形見の自転車で通学。また、コーヒーが苦手となっている。「異人館ホテル殺人事件」では入院中という設定で、探偵役をする事になった美雪に電話でアドバイスするものの、自身は現場には行っていない。
松本が演じた2代目の彼はクール・神経質・ナイーブと原作の設定からは異なる部分が目立つ。美雪以外と関わりを持ちたくないようで人ごみや人前に出る事を嫌い、妄想癖があるなど内向的である。成績などの描写はないが、「貴殿（きでん）」という字を「きどの」と読み間違え、それを美雪に指摘されるシーンがある。
亀梨が演じた3代目の彼は原作より軟派な性格づけがなされ、陸上部（ただし幽霊部員）所属で「じっちゃん嫌い（コンプレックスを抱いている）」となっていた。
山田が演じた4代目の彼は原作とほぼ同一の設定ながら、原作以上に破天荒かつ闊達な性格の一面が強調されている。成績は原作同一だが運動神経は高く、プロ並みのスケートボードの腕前を披露している。また、「獄門塾殺人事件」では高所恐怖症という設定となっているが「金田一少年の決死行」では高いところから飛び降りる描写がある。美雪に対しては、「一線を越えたい」と思う反面、「今の関係を壊したくない」とも思っている（第6話より）。
道枝が演じた5代目の彼は原作とほぼ同一の設定ながら、天然でおっとりとした性格となっている。
金田一37歳の事件簿
37歳になり、PR企業「音羽ブラックPR社」に勤務するサラリーマンになっている。肩書は「営業部主任」。うだつの上がらないサラリーマンで、安アパートで独り暮らししており、主人公でありながらその私生活は明確に描かれていない。親戚の葬儀や結婚式を理由にして度々有給を取っており、有給消化率が営業部内でトップ。部下の葉山まりんやシングルマザーの森下桃香といった周囲のヒロインともいい感じになることはあっても、決して一線を越えようとはしなかった。ほとんど登場しない美雪とは今も繋がりがあることが匂わされていたが、美雪と結婚していることが明らかになったのは『37歳の事件簿』の最終回（第132話）であった。
かつて速水玲香の婚約者が起こした殺人事件を解決したが、婚約者が逮捕されたことで彼との子供を妊娠していた玲香が絶望。その様子を見て自分のせいで玲香を不幸にしてしまったと思い、それ以来「もう、謎は解きたくない」と事件にかかわるのを嫌がるようになった。しかし、37歳になって歌島リゾートの事件を皮切りに再び事件に巻き込まれるようになり、さらに高遠が率いる「オリンポス十二神」との戦いを余儀なくされ、不本意ながらも事件の謎を解いていく。なお、事件を解明した際のセリフは「謎が全て解けちまった!」と一部変わっている。
自社で十二神の一人が起こした殺人事件を解決後、営業部課長に昇進。だがその直後、玲香から婚約者が出所したこと、息子と3人で暮らしている今が幸せであることを告げられ、「謎を解き続けて!」と後押しされる。更に美雪の妊娠が判明したため、子育てを中心的に担いながら自分がやるべき仕事として探偵事務所を開業しようと決心し、音羽ブラックPR社を退職した。
金田一パパの事件簿
44歳になり、5年前に古い格安マンションの一室で「金田一一探偵事務所」を立ち上げている。美雪が仕事に復帰したため子育てを中心的に担い、長男の九十九と二人で暮らしている。九十九のことは可愛がっているが、反抗的で捻くれた自分とは正反対に素直な息子を羨ましく思うことも。
金田一くんの冒険
不動小学校6年3組の生徒として登場。校内では、冒険クラブに所属している。祖父譲りの推理力とやんちゃな性格は当時から変わらず、この頃から美雪たちを振り回していた模様。

### 七瀬美雪（ななせ みゆき）→金田一美雪（きんだいち みゆき）
- 声 - 中川亜紀子（アニメ・推理クイズ・DS・Zoomドラマ） / 宮村優子（PS） / 飯塚雅弓（SS） / 氷上恭子（CDブック） / 田村ゆかり（パチンコ） / 逢沢りな（チャンネル5.5）
- 演 - ともさかりえ（初代） / 鈴木杏（2代目）[注 31] / 上野樹里（3代目） / 川口春奈（4代目） / 上白石萌歌（5代目）[注 32]

本作のメインヒロイン。一の幼馴染。一の事は「はじめちゃん」と呼んでいる。一人称は、初期では「私」だったがCaseシリーズ以降は「あたし」になった。
誕生日は11月24日で星座はいて座。身長160cm、体重48kg。血液型A型、スリーサイズは88・58・89と巨乳であるため、一にからかわれたりいたずらされたりする事が多い。
私立不動高校2年。ミステリー研究会（物語途中より部長）・演劇部所属。ミス研部長になってからはミステリー小説を3日に一冊のペースで読んでいる。
美人でスタイルが良く、成績優秀であり、生徒会長の役目もこなす。反面、何事も真面目に考えてしまうため、一とは対照的にパズルや暗号と言った柔軟な発想力を求められる問題には乏しい傾向がある。几帳面で面倒見のいい性格。不動高校の生徒の間では男女問わず人気が高い。特に男子にはよく告白され、その中には学園の有名人も含まれているが全て断っているため、仲の良い女子からは不思議がられている。
一に好意を抱いているが、表面上は「友達以上、恋人未満」のような関係である。本心は一の事を大切に想っていて、彼の少々スケベでわがままなところを許さない事を除けば、自分が疑われた事件で自分のために捜査する一を見てはっきりと顔色が良くなったり、ある事件に巻き込まれて不安を隠せなかったときも、後から一が来た途端に安堵の表情を見せるなど、全幅の信頼を寄せている（「逆転不可能!七瀬美雪の殺人容疑」など）。ドラマ版第一期では手紙に、はっきりと「好きです」と書いており、第I期最終回ではキスをしているなど、事実上の相思相愛であるものの未だに他人から一との仲を言及されるとお互いに素直になれない。一の暴走を止める事ができる数少ない人物。秀才の彼女と落ちこぼれの一がいつも行動を共にしている事は、生徒の間では「新・不動高校七不思議」の一つとされており、しまいには教師からも不思議に思われている。大変な焼きもちやきで思い込みも激しい一面もあり、一に好意を持っている女性に対しては強い対抗意識を持つ事がある。
性格は当初は割と大人しめの優等生というイメージであったが、途中からは初期に比べるとツンデレ気味な一面を見せている。一が他の女性に手を出すと最初の頃は足を踏んづける程度だった途中からは教卓や岩を投げつけるなどツッコミがグレードアップしている。反対に一も彼女に他の男性が手を出そうとすると何らかの行動に出る事が多い。友達想いであり、友人に対して非道な言動をとる者に立ち向かう正義感に強い一面もある。その一方で軽率な言動もあり、被害者に非があったとはいえ「殺されても仕方ない」と言った事を聞き咎めた一に叱責された。臆病な面もあり、幽霊や死体で怯える事が多く、その出来事の後で一に「一緒にいたい」とわがままを言う事もある。
高遠のことはレギュラー陣の中で唯一好感を持っており、「露西亜人形殺人事件」では犯人を助けたことでかつて彼自身が犯人と同じ境遇であったことを察するほどだったが、「墓獅子伝説殺人事件」では小学校時代の親友を犯罪への道に引き摺り込まれたせいで強い悪感情を持つようになった。
一と共に度々事件に巻き込まれ、何度も危険な目に遭っており、従兄も「悲恋湖伝説殺人事件」で犯人が狙う標的が誰か分からないならイニシャルが同じ人間を殺せばいいという理由で惨殺された。原作の長編では「雪影村殺人事件」、短編では「殺人レストラン」「証言パズル」「死者のチェックメイト」「速水玲香と招かれざる客」以外の全てのストーリーに登場（アニメやドラマでは改変されて登場しているストーリーもある）。「雪夜叉伝説殺人事件」「狐火流し殺人事件」に関しては登場はしているが殺人の現場となった場所には行っていない。剣持に「二人セットじゃないとさまにならない」「七瀬君に言うぞ」と言われた事もある。危険な目に遭っても一について行く理由として、「薔薇十字館殺人事件」の冒頭で、「はじめちゃんが帰って来るのをただ待っている方が嫌だから」と語っている。なお、一の名探偵ぶりは、高校以前から知っていたが、IQ180の頭脳の持ち主である事は、「オペラ座館殺人事件」で緒方夏代に教えてもらうまで知らなかった（原作のみ）。
一の髪型が全く変わらないのに対して、彼女は、長さは変わらないものの、時には長い髪を三つ編み風に編んで1本にまとめたり、ツインテールのように2つに分けて束ねたり、前髪の形が変わったりなど、髪型にある程度のバリエーションが認められるが、（カチューシャなどを付ける事はあっても）ストレートヘアーが基本である。中学時代は肩までのセミロングだった。
作中では彼女に瓜二つの人物が2人（アニメを含めれば3人）登場している。『悲恋湖伝説殺人事件』の小泉螢子、『九龍財宝殺人事件』の楊蘭。
かなりの酒乱で脱ぎ上戸、そのため「氷点下15度の殺意」時では飲酒をためらっていたが、「周りから生徒会長の癖にカタい」と言われてムキになり、いつの間にか大量の空き缶が散乱するほど酔っ払ってしまった。「仏蘭西銀貨殺人事件」時では自ら率先してワインを頼み剣持をも「1杯だけなら」と説得している(なお、最初は本人も未成年であるから飲まないと断っていた)。
フラワーアレンジメントを習っている。特技は百人一首の早詠み。好きな花はヒマワリ、好きなアーティストはDREAMS COME TRUE、Mr.Children（公式ガイドブック1より）。
アニメ版の「聖バレンタインの殺人」では小学6年生のバレンタインデーに一にチョコを渡すが、周囲から冷やかされて自棄になった一がチョコを自棄食いした後「こんな不味いもの二度とくれるなよ」と心にもない事を言われた事がショックで、それ以来チョコはあげない事にしていた事が語られた。原作では「雪夜叉伝説殺人事件」のエピローグで義理チョコと言いつつも、きちんと用意してあげている。
『金田一37歳の事件簿』では37歳となり、一と結婚している。一の呼び方は高校時代から変わっておらず、「はじめちゃん」と呼んでいる。大手航空会社のチーフパーサーとして世界を飛び回る日々を送っている。そのため当初は姿は登場せず、ライソで一にメッセージを送ったり、一の回想シーンに後姿で描かれるのみだった。97話にてようやく本人が登場。アパートにおける一の自堕落な生活ぶりに呆れ、彼に遠ざけられる日々に嫌気が差している様子を見せた。シリーズ最終話で一との子供を妊娠して妊娠3か月と判明。そのときに一を「金田一パパ」と呼ぶ。
『金田一パパの事件簿』では44歳となり、『37歳』の後に九十九を出産後もチーフパーサーとして仕事に復帰。今も世界中を飛び回っている。
『金田一くんの冒険』では、不動小学校6年生として登場。物語は彼女の視点から描かれている。一と同じく、校内では冒険クラブに所属している。
ドラマ版では、ともさかが演じた初代の彼女は学校では文武両道の美少女で通っているが、一にのみ暴力的な突っ込みを入れる、報酬をネコババしたり、好きなものを買いたいために借金をしようとするなど（断られた）、裏表がありかつも、一本気で凛とした大人の性格がなされている。また、お祭り好きでもあり事あるごとに一とはめを外す事も。「異人館ホテル殺人事件」では、入院中のため現場に来られなかった一に代わって探偵役をする事になる。
鈴木が演じた2代目の彼女はわがまま・甘えん坊・幼稚な性格であり一への好意は積極的に示している。成績などの描写はない。幻想魔術団の残間とは従姉妹というオリジナル設定が加えられた。残間の立場を考えずに「生きたマリオネット」の人形を見たいとねだり、彼女が左近寺に殴られる結果を招いた。
上野が演じた3代目の彼女は一に対して厳しく当たるなどの裏表がある・一本気で凛とした大人の性格を持つなどともさかが演じた彼女に近いが、陸上部に所属している。
川口が演じた4代目の彼女は原作より若干勝気で積極的だが性格・成績共にほぼ原作に準拠している。川口の体型に合わせてブラのサイズはAカップである。
上白石が演じた5代目の彼女は真面目で良妻賢母型の優等生という原作に忠実な設定である。

### 剣持勇（けんもち いさむ）
- 声 - 小杉十郎太（アニメ・推理クイズ） / 夏八木勲（劇場版第1作） / 高橋功（PS1・2作目） / 大塚明夫（PS3作目） / 土師孝也（SS） / 梅津秀行（CDブック） / 立木文彦（パチンコ） / FROGMAN（チャンネル5.5） / 樹林伸（Zoomドラマ）
- 演 - 古尾谷雅人（初代） / 内藤剛志（2代目） / 加藤雅也（3代目） / 山口智充（4代目） / 沢村一樹（5代目） / 美波（5代目・少年期）

警視庁刑事部捜査一課警部。ノンキャリアの叩き上げ警察官。一人称は「俺」。ノンキャリアが30代後半から40代半ばの年齢で警部の階級で本庁所属である事から、警察官としては非常に優秀な人材である事が解かる。
身長182cm、体重80kg。血液型O型、星座は乙女座。年齢は48歳（アニメ版では38歳、2代目ドラマ版では42歳、4代目ドラマ版では45歳）。
本作最初の事件「オペラ座館殺人事件」で初登場し、当初は頭の固い刑事という雰囲気で一達に接していたが、事件解決以降は一や美雪の最大の理解者となる。熱血漢で頑固な面もあるが本質的には人情家。警察手帳を警察官の命と思っている。一とは「ドジな面」「相方の女性に頭が上がらない」「正義感の強さ」といった共通点が窺われる事もあって、気が合う事も少なくない。一からは「剣持のオッサン」と呼ばれている。美雪同様、一をフォローする事が多いが、わがままな性格や言動に辟易しており、「金田一37歳の事件簿」では、「あの金田一が丸くなるなんて信じられない」と言っていた。明智の強引さや理不尽さ、わがままな性格にストレスを覚える事が多く、「殺戮のディープブルー」ではモールス信号用の花火を打ち上げながら「明智のバカヤロー」「死んじまえ」と絶叫していた。
頭脳よりも体力といった面があり、一や明智が呆れるほどの的外れな推理をする事もある。事件中も犯人の仕組んだミスリードにまんまと引っかかってしまったが為に、短絡的な推理を披露して一や明智から呆れられる事が多い。大学生だった明智と初対面時の殺人事件においては「長年の経験と勘がモノを言うんだ!」と語りながらも、一方的に捜査をごり押しするのではなく、明智の推理を聞き、犯人を自白に追い込むのに協力していた。この為、明智からは警察官の矜持や正義感や倫理観の面では評価されている。ただし、知人が犠牲になった事件では感情が先行し、状況証拠で逮捕された無実の人物に怒りをぶつけてしまうなどカッとなり易い一面も持っている。警察部外者の一が、事件について充分な証拠や情報を得る事や証拠の科学的な分析をしてもらうのには欠かせないパイプ役であり、一の頼みはすぐに聞き入れてしかるべき手配を手際よく行ってくれる。その一方、一に振り回される事もあり、拳銃とライターを掏られた事もあった。
長野県出身で、家族は妻の和枝と三人の子供に母親。7人兄弟の長男で実家は農家だが、家業を継ぐのが嫌で警察官になった。初代ドラマ版では蝋人形城殺人事件で原作の明智の代役になっているため、父親は刑事という設定になっている。ノベルズ版「電脳山荘殺人事件」によれば、スキー場でペンションを経営している弟がいる。
柔道は黒帯の腕前（段位は五段）で、高校時代には全日本柔道選手権で16個のタイトルを獲得した。食に関しては、焼いた肉を見て、その肉がリブロースである事を見抜き、「幽霊客船殺人事件」のアニメ版でも、コーヒーと目玉焼きを見て出来上がった時間を見抜いた。コーヒーは苦みばしったコーヒーが好きだが、「殺人レストラン」では缶1つ丸ごとのコーヒー粉が入った、とても濃いコーヒーを美味しそうに飲み、一やコーヒーを入れた犯人から呆れられていた。特技は腕相撲、立ち食いそばを1杯1分18秒のペースで続けて2杯食べられる事。カラオケが大好きで特に演歌を好んで歌う。十八番は「知床マドロス三度笠」。頭より体を使う方が得意でジグソーパズルが苦手だが、将棋は三段の腕前を持つ。学生時代は雪山登山に腕を鳴らして「雪霊伝説殺人事件」で国内の名峰を登った事を話しており、事件の現場となった山荘に向かう途中の山道を美雪とうきうき歩き、また山荘では登山家の男性と意気投合していた。
愛車は三菱・ディアマンテ(初代)・ルノー・5(テレビドラマ第一期) 、日産・スカイライン(V36)・トヨタ・スターレット(KP61)(漫画版)
「金田一37歳の事件簿」では68歳。警察を定年退職し、妻の和枝と共に暮らしている。刑事魂は今も健在で、体を鍛える事を怠らず、捜査一課に人脈を持ち続けている。まりんや明智と異なり、推理を渋る一の意思を尊重した行動をとる。
アニメ版では、「学園七不思議殺人事件」で初登場。一や美雪とはすでに顔見知りだが、原作初登場回の「オペラ座館殺人事件」には未登場。また、アニメ版では高所恐怖症という設定になっているが、飛行機は平気。
ドラマ版では、古尾谷が演じた初代の彼は原作と比較するとコメディリリーフ的な面はあまり描かれず、推理力も高く、しっかりした大人という描写をされる事が多い。とはいえ、時折コミカルな一面も描かれていた。「首無し村殺人事件」では、本庁の警部になる前は、宮城県の駐在だった事が描かれた。
内藤が演じた2代目の彼は原作の設定に比較的近いものとなっている。
加藤が演じた3代目の彼は、原作の「オペラ座館殺人事件」時のキャラクターを思わせており、オリジナルの設定として扇子を愛用している。それゆえに原作当初のように一に対して非協力的な刑事として描かれているが、最終的には一の実力を認めているのも同じである。ラストでは、笑いながら「あいつ、マジでやべえな」とつぶやいている。
山口が演じた4代目の彼は古尾谷が演じたキャラクターに近く、コミカルな面を見せつつもしっかりとした大人として一を支える存在として描かれている。「金田一少年の決死行」では、原作における明智の設定を一部継承し、原作以上に聡明な一面を見せる。原作では未登場の「雪影村殺人事件」にも登場し、一の知り合いが犠牲者になっている事を心配し、手を引くよう提案している。
沢村が演じた5代目の彼は若い印象を持つさわやかな人物像となっている。2度目の実写化となった「金田一少年の殺人」では、古尾谷が演じた時と同じく、原作における明智の設定を一部継承している。「首狩り武者殺人事件」では、父親が転勤族で子供の頃は引っ越しを繰り返していたため、中学時代はクラスに馴染めず孤立していた事が本人の口から語られる。

### 明智健悟（あけち けんご）
- 声 - 森川智之（アニメ、推理クイズ、PS） / 子安武人（SS） / 置鮎龍太郎（CDブック） / 福山潤（パチンコ）
- 演 - 池内万作（初代）

警視庁刑事部捜査一課警視。28歳。独身。身長180cm、体重70kg（高校生時は身長178cm、体重65kg）。血液型AB型。誕生日は2月11日、星座はみずがめ座。私立秀央高校特Aクラス、東京大学法学部卒で、キャリア組。在学中に司法試験に合格している（「ゲームの館殺人事件」より）。警視総監賞の最年少受賞者でもある。一人称は「私」だが、学生時代までは「僕」を使っていた。ロサンゼルス市警に勤務していた経験もあり、その時の同僚・パトリシア・オブライエン（パット）とは深い仲である。「獄門塾殺人事件」では学生時代のアルバイトで担当した学生を大勢東大に合格させ「受験の神様」という伝説になった事から超難解な合宿塾で講師をやってのけている。高校時代の親友に、ワトソンこと和島尊（わじま たかし、声 - 家中宏）、赤沢次郎（あかざわ じろう、声 - 津久井教生）、薬師寺かおる（やくしじ かおる、声 - 篠原恵美）らがおり、彼らからは「秀央のホームズ」と呼ばれていた。
エリート意識が高く嫌味な性格だが、一や剣持の正義感や実力などは総じて認めている。一とは大人げない口喧嘩を繰り広げて美雪や剣持らに呆れられる上に彼らを置いてけぼりにする事もあるが、基本的にはお互いの推理力を認め合うなど信頼関係は厚く、剣持同様に理解者の1人である。一が推理を披露する際は裏方でフォローする事が多いが、「獄門塾殺人事件」や「亡霊校舎の殺人」では一とタッグを組んで事件解決に挑んでいる。一とは別視点から推理を行う事でお互いが見つけた証拠を合わせて犯人に辿り着いた事もあり、「獄門塾殺人事件」やノベルス版「殺戮のディープブルー」にて特にはっきりその様子を見せている。父親が解決できなかった事件を追っていたり、友人の死に疑問を持って独自の捜査を行っていたり、自殺した犯人に配慮した行動を取る事もある。「剣持警部の殺人」では警察官ゆえに容疑者の剣持を追うが、一個人としては剣持が犯人ではない事を信じていた。「獄門塾殺人事件」で2人の犯人の片割れが高遠に利用された挙げ句に殺害された事で、自らの無力さに怒りを覚えた事もあった。
女性には親切だが、玲香とはかつて誤推理で彼女に容疑をかけた事からその後もあまり折り合いが良くない。
剣持との出会いは当初は「雪夜叉伝説殺人事件」で着任しての事だったが、元は「学生明智健悟の事件簿」で大学時代の事件で捜査を担当した警部補時代の剣持と遭遇したのが明らかになった。剣持の事はFileシリーズでは「剣持君」と呼んでいたが、Caseシリーズ以降は「剣持さん」と呼ぶようになった。初登場時は警察官らしからぬ傲慢かつ冷酷な性格から一を筆頭とする周囲からよく思われていなかったが、実はかつて警察の不祥事に関わる事件の真相を暴いたため、当時組んでいたチームが解散・各自異動という形で処分された事を己の弱さと悔やんでおり、そのせいで誰の助けも求めまいとする気持ちから性格が歪んでしまった事が発覚した。また、初対面時に一に「興味本位で捜査に首を突っ込まないでほしいね」と忠告していた。
スポーツ（フェンシング、テニス、スキー、乗馬）や芸術（バイオリン）、ゲーム（ポーカー、チェスなど）、パソコン（プログラミングやハッキング）、語学（英語・フランス語・ドイツ語・広東語）の他、アメリカにいた時セスナ機及び旅客機（シミュレーター）の操縦を学習しており、旅客機に搭乗していた時に発生した事件で機長と副操縦士が共に死亡した際には、羽田空港への着陸を行っている。また、『金田一37歳（サウナ）の事件簿』ではバイクの免許とロードレースの国際ライセンス、そしてロウリュの資格を取っている事が明らかになっている。
容姿端麗であり、一見欠点がないように見えるが、趣味思考があまりに一般人とかけ離れているため、ある種の「変人」であるともいえる。そのため「警視庁捜査一課きっての切れ者」と称されながらも同時に「警視庁捜査一課きっての変わり者」とも呼ばれている。「明智少年 最初の事件」（アニメ版では「明智警視の華麗なる挑戦」）では高校時代の親友ワトソンこと和島が自分に罪を着せようとした意図を見抜く事ができず、人の心理面には一とは違う意味で疎い面がある。また、人に頼るのが苦手な傾向がある。
クイズ本『金田一少年の事件簿 謎ときファイル2』では少年時代に金田一耕助と邂逅した事が示唆されているが、公式設定かどうかは不明。
休暇中に日曜音楽のコンサートやフェンシング大会などを観覧しに行った際には、一と遭遇する事が多い。また、その場合に誰も頼んでいないのに傍から見れば自慢話を大量に含んでいる自身の過去話を語り始めるが、本人は「ただ事実を話しているだけ」との事。
口癖は「ロスでは〜」らしいが、作中はほとんど言っていない。「アメリカでは〜」「欧米では〜」とも言った事がある。
両親は共に元警察官。亡き父親・省吾の事は「蝋人形城殺人事件」で初めて語られたが、母親の事には触れられていない。なお、この父を見てきたため高校時代は警察官という仕事に興味がなく、「あんなに報われない仕事に就く気はない」と発言していた。
一とは別の形で高遠と深い因縁を持っており、彼に利用される人間を救う事を誓っているが、実は彼とは高校時代の先輩後輩の間柄。天才マジシャン・近宮玲子は友人。近宮の一人息子であった高遠とは別の形で近宮の死に疑問を抱き、独自に捜査を行っていた。『金田一37歳の事件簿』の「首なしスキーヤー殺人事件」のラストでは、高遠と学生時代にニアミスしたことを言っており、同時に彼が恩師の姫野優未（ひめの ゆうみ）の温情を踏み躙ったことに対し静かな怒りを露わにしていた。
視力は右0.3、左0.4で、コンタクトレンズを入れるのが苦手のためメガネを掛けている。愛車はベンツ。自分の休暇の日を忘れて出勤したり、遅刻の常習犯であったりと少し天然気味な一面もある（遅刻の原因が「毎朝コンタクトレンズに挑戦しているものの、失敗しているから」という情けない理由のため、上司にも言えないでいる）。その為、短編集などではトイレで着替えをしたり、ブルーマウンテンとクロワッサンに塩昆布という妙な組み合わせの朝食をとっていたり、英字新聞（ニューヨーク・タイムズ）に混じって恐怖新聞を読んでいたりと度々ギャグキャラ的な扱いをされる事もある。自宅は東京ウォーターフロントの超高級高層マンションの一室であり、家賃は何十万もするらしく、リチャード・ジノリやウェッジウッド、伊万里焼などの食器を愛用している。自宅では優雅な食事（自炊）をとっているようだが、作中、金田一家で朝食を食べさせて貰った際、一の母親をべた褒めしている。剣持がよく行く屋台のおでん屋に姿を現した事がある。『明智警部の事件簿』では甘党である事が発覚しており、特にアップルパイが好物である。また剣持によると肌が元々滑らかでスキンケアがいらない反面非常に日に弱いらしく、「殺戮のディープブルー」では沖縄に行くのを断っていた。そのせいか、「明智警部の事件簿」では日焼け止めクリームの事を知っていた。好きな歌手は美雪同様、Mr.Childrenであり、「学生明智健悟の事件簿」では「HERO」をリクエストしていた。
『金田一37歳の事件簿』では48歳。警視長に昇進しており、その後警視監への昇進も内定した。警視庁本部に自分専用の部屋を持っている。まりん同様、一に強引に推理させようとする事が多い。容貌がほとんど変わっていないため、いつきからは「アンチエイジングをしているのか」と言われていた。また白髪が2、3本生えているが、生まれつき銀髪なので一からは「白髪が混じっているのか？」と言われていた。前作までは一と責任の擦り合いをするなど揉め事が絶えなかったが、本作では以前ほど口論はしなくなっている。
スピンオフの番外編『明智警部の事件簿』では基本的に自由人だが明るく優しい性格で何よりも犯罪を憎む熱い正義の心の持ち主であり、理不尽な理由で殺された被害者に手を合わせ、犯罪撲滅に邁進する好人物として描かれていた。また、罪を犯した人間に何もしていいという行動を「歪んだ正義」と評しており、それを認めないと思っている。番外編では人を裁くために刑事になったわけじゃないと言っていた。
実は「おじさん」と呼ばれる事を気にしており、「名探偵コナン&金田一少年の事件簿 めぐりあう2人の名探偵」で江戸川コナンにそう呼ばれた際は難色を示していた。また、「地獄遊園殺人事件」で容疑者の一人に「アケチー」と呼ばれる事にも嫌悪感を示していた。
アニメ版では「蝋人形城殺人事件」で初登場。一の事は既に剣持から聞かされていた。当初は四億円事件の元犯行グループへの復讐心が強すぎたためか一に本気で犯人扱いされる羽目になっており、ラストでその事を恨みに持つ台詞を彼に吐いていた。原作ほど嫌味ではなく、「雪夜叉伝説殺人事件」では一や剣持（そして玲香（梓））とも対立しなかった。
ドラマ版では「雪夜叉伝説殺人事件」と「金田一少年の殺人」第1シリーズ・第2シリーズの総集編エピソードのみの登場で、彼の役割の大半は剣持に充てられており、原作以上に嫌味なキャラとしても描かれた。「雪夜叉伝説殺人事件」では一を試すためにわざと推理ミスをして、玲香を犯人扱いした（原作では本当に間違えており、アニメでは推理自体がカットされている）り、「金田一少年の殺人」では長島滋の役割を充てられたりしたが、後者では原作同様に腎臓移植のための配慮も見せる。総集編では、一の葬儀で嫌味と自慢たっぷりの弔辞を述べ、剣持に「君一人の力で犯人が捕まえられるとは思えないがね」と捨て台詞を吐いたが、式場を去る寸前、祭壇を振り返って、どこか寂しげな表情を浮かべた。

### 高遠遙一（たかとお よういち）
- 声 - 小野健一（アニメ・推理クイズ） / 阪口大助（アニメ・幼少期） / 下川部吉昭（マンガボックスPV）
- 演 - 藤井尚之（2代目） / 渋谷謙人（2代目・幼少期） / 成宮寛貴（4代目）[注 60] / 田中理勇（4代目・幼少期）

人物
「地獄の傀儡師」「犯罪芸術家」の異名を持つ殺人鬼（サイコキラー）の男。23歳。体重は50kg（2代目ドラマ版では53kg）。目的のためなら手段を選ばないエゴイスト。一の宿敵であり、一が金田一耕助（ジッチャン）の名ではなく、「自分自身の誇り（プライド）にかけて捕まえる」と誓った唯一の人物。別れ際によく「Good Luck」という言葉を使う。母譲りのマジックの才能を応用した「自らが『芸術』と称する犯罪」を行う。一人称は基本的に「私」だが、ごく稀に「僕」を使う。
「魔術列車殺人事件」で初登場。母にして天才マジシャンの近宮玲子を死に追いやった者達への復讐を行った。脱獄した後は天性の勘で心の闇を持つ（復讐心を抱いている）者たちを見つけ出し、殺人教唆・幇助をしている。一との関係を「平行線」「光と闇の双子」に例えている。殺人教唆の際には必ず一を事件に誘導し、その中には一の知人が何らかの形で含まれているものも多い。変装術や語学にも長けており、犯罪を見届けるために変装して同行する事もある。自身が直接手にかけた「魔術列車殺人事件」では「マジシャンはトリックを見破られたら、自ら幕を下ろす」という近宮の言葉通りに決定的な物証がなくても犯行を認めたが、他人に殺人教唆をした犯罪では徹底的に否認し続ける事を要求している。
物腰の柔らかさとは裏腹に性悪説論者で冷酷かつ狂気染みており、殺人教唆を受けた利用者が犯行を暴かれた場合は「糸の切れたマリオネット」と称し「芸術を台無しにした報い」として殺害する事もある。また、持ち前の美貌を武器に「速水玲香誘拐殺人事件」の犯人・安岡真奈美や「歌島リゾート殺人事件」の犯人・麻生早苗をいとも簡単に懐柔していた。一方で独特の誇りと美学を重んじている面もあり、約束事を守ったり、恩に報いたりする義理堅い面も持ち合わせている。基本的に計画を授ける相手が恨みを持っていた「剣持警部の殺人」を除けば、事件に巻き込みはしても、それ以上に手出しをしたり危害を与えるような真似はほとんどしない。自分と深い因縁のある一や明智に関しては、「金田一少年の決死行」で犯人に仕立てようとしたり殺そうとするなど、冷酷な行動をとっていた。
犯罪以外の場では子供たちに自らが起こした（あるいは関わった）事件を元にした人形劇やマジックショーを見せて楽しませるマジシャンとしての姿を見せている。高校時代は1学年上の先輩である藤枝つばき（ふじえだ つばき）に少なからず好意を抱いていた描写がある。基本的にはシリアス一色のキャラクターだが、一のスケベぶりや開き直った態度に唖然とする表情も見せた。
経歴
生まれてすぐに両親が離婚して英国で貿易商の父親と共に暮らしていたが、その父親とは血の繋がりがなく、実父は別にいる事が示唆されている。7歳の誕生日に父に連れられて近宮のマジックショーを観に行き、そのマジックに魅了されて父に内緒でマジシャンの道を志すようになる。10歳の誕生日にマジックの練習中に近宮と対面するが、それが近宮との最初で最後の会話となった。その後、17歳で父を亡くした際に、父の遺品整理で見つけた日記から近宮が母である事を知り、その1年後にイタリアでマジシャン修行をしていた際に母の訃報を聞いた。
修行を終えて近宮からのプレゼントであるトリックノートを受け取った後、日本に足を運び母の弟子たちが主催する「幻想魔術団」のショーを観覧するが、そのトリックが自分に与えられたトリックノートの内容と同じであり、母の考案したマジックを盗作したものである事に気づいて母の死に不審を抱く。その真相を確かめるために「幻想魔術団」にマネージャーとして潜入し、4人の団員（ジェントル山神〈山神文雄〉、マーメイド夕海〈山神夕海〉、ノーブル由良間、ピエロ左近寺）が母を死に追いやった事を知ると復讐のために「魔術列車殺人事件」を起こしてその内の3人を殺害する。一に犯行を暴かれ逮捕されるが、殺しきれなかったというより敢えて殺さなかった最後の1人・ピエロ左近寺の死亡と同じタイミングで脱獄。犯罪計画を見破った一を敵視し、犯罪芸術家として殺人教唆を行い始める。マネージャーだった頃は眼鏡をかけて気弱な青年を演じていた。ドラマ版では初登場時から眼鏡をしていない。
「魔術列車殺人事件」以前にプロのマジシャンとしてロサンゼルス郊外のホテルで「マスクマン」という仮面のマジシャンに扮してマジックショーを開いていた事があり、その頃に明智と接触している。
「露西亜人形殺人事件」では逃亡生活の手助けをしてくれていた幽月来夢（ゆづき らいむ、声 - 松谷彼哉 / 演 - 山咲千里）の助っ人を引き受け、幽月が殺害された際には仇を取ろうとし、その友人の命を奪った犯人を一との勝負に負けたとはいえ命は奪わず、犯人が自殺しようとした際にはそれを阻止した。エピローグでは事件の真相を知り、やりきれない気持ちの一を嘲笑い、一と自分は相容れない存在だと主張した。なお、ドラマ版では一たちの付き添いで参加した剣持を銃で負傷させている。
原作1期の最後の事件「金田一少年の決死行」では、香港で一を犯人に仕立て上げるための犯罪計画を実行し、一を屈服させようとするが、計画を暴かれた上、自殺を演出した逃亡も読まれてしまい、二度目の逮捕を迎える。逮捕後、獄中にて、一に「犯罪ガイドマップ」（事件の起こる可能性の高い場所や、高遠自身が事件が起きるよう差し向けた場所を書いた地図）を送りつける。一がそれを追って事件を解決していく中、「オペラ座館・第三の殺人」のエピローグで再び脱獄した。アニメ版とドラマ版の「金田一少年の決死行」では逃亡に成功しており、アニメ版では原作で用いた偽装自殺、ドラマ版では爆弾で脅して立ち去っている。
「薔薇十字館殺人事件」では犯人から高遠自身も存在を知らなかった異母妹を人質に取った脅迫状が送られ、依頼達成後自首する事を約束して一に協力を依頼する。結果的にそれは達成されたために自首したが、三度目の脱獄を行った。その後は実父に関連したある目的地に辿り着いた事が示唆されている。
外伝『高遠少年の事件簿』では、高校1年の時にロンドンから日本に帰国して明智の母校でもある秀央高校特Aクラスに明智同様に入試全科目満点を取って編入していた事や所属したマジック部に居心地の良さを感じた矢先、殺人事件に遭遇していた過去が描かれている。結果的に事件を解決するが、犯人から「（自分と）同類の天才」と称され、その犯人を正当防衛によるものとはいえ、初めての殺人を行った。また、公園で子供たちにマジックショーを見せて楽しませる事は、当時から行っている事も描かれた。
『金田一37歳の事件簿』では死刑囚として、脱獄不可能と言われる特別拘置所に収監されており、見た目は実年齢の43歳とは思えないほど長髪かつ白髪になっている。自身を犯罪者のカリスマ「ゼウス」と称し、11人の使徒を厳選して犯罪組織「オリンポス十二神」を結成。拘置所の中にいながらも、差し入れの本などに暗号を仕込んで外部にいる部下達とやりとりし、殺人教唆を続けている。また、一に対する執着心も20年前より増長しており、これからも彼を離さないつもりであると宣言した。元々美形である事からファンクラブがあるが、かつて彼に酷い目に遭わされた人間たちからなる「被害者の会」も結成されている事が明らかになっている。「首なしスキーヤー殺人事件」のラストでは、一の近くに組織のスパイがいることを臭わせた。そのスパイ・ヘーパイストスが一に正体を暴かれた後、部下のアレスの手引きで特別拘置所から脱獄した。
ドラマ版
ドラマ版では2代目の「魔術列車殺人事件」で初登場し、母を殺したその弟子4人に復讐した。原作と異なり、脱獄せず面会に来た金田一の言葉に動揺するという人間らしさのあるキャラクターである。しかし、原作同様「露西亜人形殺人事件」で再び登場し（この段階で彼は脱獄した事になっている）、その時の風貌は前回の事件から一変していた。
4代目では「獄門塾殺人事件」で初登場。アジアを股にかける殺人コーディネーターとして国際手配されているという設定。この事件で「香港九龍財宝殺人事件」の犯人にも殺人計画を授けていた事が判明。それを一に暴かれた事で彼に興味を抱き、「獄門塾殺人事件」にキャスティングしている。原作よりも愉快的かつ冷酷なキャラクターにされている。ただし、利用した犯罪者を殺害するような事はせず、「薔薇十字館殺人事件」においてはストーリー展開の設定上の事もあり、やや人間味のある一面も見せている。また、年齢設定が23歳から20代後半かそれ以上に変更されている。

### 葉山まりん（はやま まりん）
人物
『金田一37歳の事件簿』のヒロイン。「音羽ブラックPR社」の新入社員。23歳。
紫がかったショートボブが特徴。好奇心が強く陽気な性格の持ち主。要領も良く、仕事においても機転が利くため上司である一からの信頼も厚い反面、軽弾みな発言をしては窘められる事もある。傲慢で高圧的な人間や学歴などを鼻にかけたエリートが嫌いで、それが会社のクライアントでも我慢できず表情に出るほど。
『歌島リゾート殺人事件』で一の推理を目の当たりにして以降、探偵としての彼に魅了され「助手」を自称する。彼との組み合わせは内神田からは「迷コンビ」と評されている。また、よく彼と組みたがるので周りに色々噂される事が多い。奔放な言動や行動で一を度々困惑させるが、彼女自身も一からの突然の接近・接触に赤面し激しく動揺し、異性として意識している様子が見られる。そのため、『37歳の事件簿』の最終話で一が既婚者だと知った時はガッカリしていた。
フランス語と中国語が得意。学生時代は演劇サークルや文芸部に所属していた。裏花言葉が好き。

### 金田一九十九（きんだいち つくも）
人物
『金田一パパの事件簿』から登場。一と美雪の長男。7歳。
一に似た太い眉毛と後ろで束ねた癖毛の髪が特徴。好奇心旺盛で元気いっぱいの男の子で、小学生ながら父親譲りの鋭い観察眼を持つ。好物はプリンで、にんじんが苦手。

## 準レギュラー
速水玲香（はやみ れいか）
声 - 飯塚雅弓（アニメ） / 倉田雅世（SS） / ゆかな（パチンコ）
演 - 中山エミリ（初代） / 酒井若菜（2代目）
ともさかりえと人気を二分する国民的アイドルタレント。一人称は「あたし」。本名は梓（あずさ）。実父の姓が不明なので彼女の本来の姓は不明である。実兄の小城拓也の小城姓は養子先の物であり、やはり姓は不明となっている。
幼い頃に母が病死したらしく、父・速水雄一郎に育てられる。5歳の時に劇団に入り、14歳で楽曲「悲しい予感」を発表し、アイドル歌手としてデビューする。そして、亡き親友・夕凪はるか（ゆうなぎ はるか、声 - 後藤沙緒里）が主演をするはずであった映画「ゴールド・ラッシュ」のサブヒロインを見事に演じ、女優としても一躍トップとなった。
「雪夜叉伝説殺人事件」で一と知り合う。事件では明智に殺人容疑をかけられるものの、一が晴らしてくれた事で彼に好意を持つようになる。その反面、自分を犯人扱いした明智の事は嫌悪しており、彼との折り合いは現在でもあまり良くない。
普段は気丈で勝ち気に振る舞うが、実は悲惨な過去を背負っており、一の前では寂しがりの素顔を見せる事もしばしば。
実は雄一郎の実子ではなく、「タロット山荘殺人事件」で2歳の時に兄と共に雄一郎に誘拐された事が明らかになる。実父を雄一郎に絞殺される光景を目にしており、ショックで当時の記憶を失う。その後、実父に抵抗され負傷した雄一郎を何も知らずに気遣った事から彼に情を抱かれ、速水玲香の名で実の娘として育てられた。マネージャーの小城拓也が養父殺害の犯人だと知って激昂し責め立てるが、彼こそが生き別れた実の兄であり、養父を殺した動機と自身の真の出自を知らされたショックで山中を彷徨った末に雪崩に巻き込まれ、命と引き換えに駆けつけてきた兄に救われる。母親の素性は不明だが、「速水玲香誘拐殺人事件」に登場した大女優・三田村圭子（みたむら けいこ、声 - 土井美加 / 演 - いしだあゆみ )が実母ではないかと暗に仄めかされている。また実父の死の瞬間は潜在的なトラウマになっており、その影響でマフラーなどを首に巻く行為を拒絶している。兄・小城も同じトラウマを背負っており、ネクタイを無理矢理巻こうとすると嘔吐してしまうほど程度が酷い事が描写されており、その事がきっかけで2人の関係が暴かれる事になった（「タロット山荘殺人事件」）。
一と出会って以降は不幸な目に遭う事が多く、所属事務所が2度も倒産し、さらにその際にマネージャーが2人死亡しているため、彼女の所為ではないのだがお騒がせアイドルともなっている。さらには「錬金術殺人事件」にてスケープゴートにまでされてしまい、事件解決まで一と美雪以外の人物から邪険に扱われた。
多少ワガママで子供っぽい面があるものの、根はとても純真。美雪とは「タロット山荘殺人事件」で出会った当初は互いに険悪な関係だったが事件後には良きライバルになる。アニメ版では「雪夜叉伝説殺人事件」で出会い、原作のように険悪な関係にはならず、仲良く描かれた。特技はお菓子作り。
性的な事に積極的なところがあり、「黒霊ホテル殺人事件」では夜に一の部屋へ行こうとするなど一とのエッチな展開を目論んでいた。
2代目ドラマ版では設定が異なる。一と美雪とは小学校時代の友人で、父子家庭で育ったが、父親は中学生の時に死亡した事になっている。一は玲香の事は「玲香」と呼び捨てで呼んでいた。いずれのドラマ版もゲストで準レギュラー扱いではない。
『金田一37歳の事件簿』では37歳になっている。『函館異人館ホテル新たなる殺人』のラストで再登場。フラワーショップを開いており、高校卒業間近の息子がいる。その息子を妊娠していた時に息子の父親（婚約者）が殺人事件を起こし、一が謎を解いたことで逮捕されている。妊娠中の身で婚約者が逮捕されたことで絶望し、その様子を目の当たりにした一は自分のせいで玲香を不幸にしたと思い、それ以降一は謎を解くことを嫌がるようになった。婚約者は懲役20年の判決を受けて服役し、一が課長に昇進した頃に仮釈放され、今は札幌の玲香の自宅で暮らしている。一にそのことを報告し、「謎を解きたくない」という一に自分が今幸せであること告げ、「謎を解き続けて」と背中を押した。
17歳。身長157cm、体重36kg。血液型O型、星座はおとめ座。スリーサイズは83・55・84。好きな食べ物は明太子。飼いネコの名前はポチ。

佐木竜二（さき りゅうじ）
声 - 結城比呂（PS） / 下野紘（パチンコ）
演 - 有岡大貴（4代目）
不動中学3年生（ドラマでは不動高校1年生）。「金田一少年の殺人」から登場。一人称は「ボク」。
兄の佐木竜太が事件の巻き添えで命を落としたため、その遺志を継ぎ、事件現場の撮影を買って出て、一の推理に一役買っている。兄と比べ、単純で明るい性格をしている。顔は双子のようにそっくりだが、当初は髪型が少しだけ違っていた。一並にスケベな面もあり、事件の際どさくさに紛れて盗撮まがいの行動をとった事もある。ただし、「魔神遺跡殺人事件」の際だけはテープを一に没収された。一からは「佐木2号」「歩く盗撮カメラ」と呼ばれている。竜二（アニメでは竜太）は一と美雪の幼馴染・神津さやか（かみづ さやか、声 - 増田ゆき）に惚れている。さらに、美術部のさやかに絵を見せようとした際、とてつもなく下手で絵心はなかった。兄と同型のカメラ「キャモン・ビデオアイ」を大事にしており、「銀幕の殺人鬼」では8ミリマニアの他人にカメラをゴミ箱に捨てられたときは「8ミリカメラなんて骨董品ですよ」と激怒した。また、一に無断で「金田一はじめ探偵事務所」のホームページを開設して依頼の窓口になっている。
アニメ版・2代目までのドラマ版では兄の竜太が生存している設定の為、登場しなかったが、4代目でドラマ初登場を果たす。人懐っこくお茶目な原作版とは異なり、ドラマ版では控えめで内罰的な性格づけがなされている。また、原作では中学の学ランを着ていたが、ドラマ版では高校1年生として設定されたため、一と同じ制服を着用している。
兄と同じく血液型AB型、星座は双子座である。
原作者の天樹征丸は、「竜太が死んでから、彼の人気が高まったため、容姿のそっくりな弟である竜二を登場させた」と語っている。
「金田一37歳の事件簿」では35歳となり、大手映像制作会社「帝国映像」の課長になっている。また、高校は不動高校に進学した事も記載された。

いつき陽介（いつき ようすけ）
声 - 平田広明（アニメ） / 二又一成（PS） / 藤原啓治（SS） / 黒田崇矢（パチンコ）
演 - 利重剛（初代） / 渡辺大（5代目） / DaiGo（Zoomドラマ）
フリーのルポライターであり、一の協力者。本名は樹村信介（きむら しんすけ）。一人称は「俺」。
「悲恋湖伝説殺人事件」で初登場。当初は正論を並べつつも斜に構えた立ち振る舞いで一の不興を買ったが、一度認めた人物にはとことん信頼を寄せる豪放な性格で、事件後は悲恋湖の事をネタに成り上がろうとした事への後悔を一に吐露し、のちに彼や美雪の良き理解者となる。最初はずっと孤立無援で生きてきたと嘯いていたが、実際は周囲の人間からの人望も厚く「いつきの頼みなら断れない」という人間も多い。「金田一少年の殺人」では容疑を持たれ逃亡する一を全面サポートする。一方で剣持同様に人間でも物事でも表面的な事にとらわれやすく、「黒死蝶殺人事件」でも深山を遠野だと決めつけて彼が殺人犯だから異常な思考に駆られて斑目邸の事件でも殺人を行ったと一に主張した。
かつて取材を兼ねて乗ったオリエンタル号が沈没するという海難事故（後に「幽霊客船殺人事件」で人災である事が明らかになった）の遭遇者であったため、死の危険に見舞われても船には乗りたくないという重度の水恐怖症を抱えている。「金田一少年の殺人」では自らプールに飛び込んで一に突っ込まれた。また「ボートやフェリーはダメ」とも発言していたが、「天草財宝伝説殺人事件」では船に平然と乗っている。ただし、だいぶ和らいでいるもののトラウマ自体は消えたわけではない事が「蟻地獄壕殺人事件」で裏で糸を引く高遠に一と共におびき寄せられた復讐劇で明らかになった。その際、濃いブルーの服を着るよう心理試験で指示され、事故で投げ出された海を思い出し、陰鬱な気分だった。
「金田一少年の殺人」で死亡した知人の娘・都築瑞穂を養育しながら高田馬場のアパートで生活している。
瑞穂や「金田一少年の殺人」に登場した花村葵・棗姉妹など、若い女性（幼い少女）の世話を焼く事が多いため、原作では一から度々ロリコンとからかわれている。本人は「面倒見がいいだけで決してロリコンではない」と言っている。女たらしな面もあるが（「悲恋湖伝説殺人事件」より）、瑞穂を養育するようになってからは自重しているようである。また、女子高生の司吉里子（つかさ きりこ）とは取材を通じて知り合っている。
独身。過去に考古学者の最上葉月（もがみ はづき、声 - 岡村明美）と結婚を考えるほどの交際があったが、些細な事から喧嘩別れした。後に再会した彼女と和解してお互いに復縁を考えるが、その矢先に葉月は「天草財宝伝説殺人事件」で殺害され叶わぬ夢になった。一同様正義感が強いが、葉月が殺害された際は深い悲しみと後悔と憎しみに捕らわれ、一の推理で真犯人が判明した際は我を忘れ割ったグラスを凶器にして真犯人を殺害しようとしたが、一や石井警部などに羽交い締めにされ未遂に終わる。その直後に突然真犯人が額に血が出る程額を床に何度もぶつけ土下座して泣き顔で自分を殺害するように懇願した為に、その事に動揺して突き飛ばしたものの、殺人の理由が幼い娘を助ける為だった事を知り、真犯人に対する怒りが消えた。ドラマ初代シリーズでは離婚歴がある設定になっている。
初登場時は「いい特ダネ」として配偶者を殺されたばかりの被害者に露骨な態度でインタビューをしようとするなど名声を得るために手段を選ばない野心家といったような一面を見せていたが、その後、金田一と付き合うようになってからは「大ネタ」に遭遇していても被害者等に考慮し世間への発表を自重しており、メディアに携わる身としての倫理観も持ち合わせている。しかし、「魔神遺跡殺人事件」だけは、一に真相を教えて欲しいと頼み込むも「知らない」と拒否されている。
ドラマ5代目シリーズでは「金田一少年の殺人」のみ登場。
年齢は32歳。明治大学中退（学生運動の影響という）。身長176cm、体重65kg。血液型B型、星座は射手座。愛車はスカイライン C-110型（ケンメリ）。喫煙者であり、1日にショートホープを2箱以上吸うほどのヘビースモーカーだったが、「人形島殺人事件」の第2話では、「オレもタバコの量減ったし…」と呟いている。
『金田一37歳の事件簿』では52歳。容姿はほぼ変わっておらず、フリーライターを続けている。仕事で函館の異人館ホテルを訪れ、一と再会を果たす。

金田一二三（きんだいち ふみ）
声 - 池澤春菜
金田一丙助の娘であり、一の従妹。眉毛が太くない事と髪型がツインテールである事を除き、一と容姿が似ている。一人称は基本的に「あたし」だが、猫をかぶっている時は「フミ」を使う。
小学3年生の9歳。表では可愛らしく振る舞うが、本性は生意気でずる賢いぶりっ子。恋愛に対しませたところもあるが、一方では純粋な心も持っている。英会話が出来るなど語学センスがある。一に劣らぬ正義感も持っており、「鵜飼い村」殺人事件では一の助言を得て推理を行い殺人事件を解決したが、好きな恩師が殺人犯と分かった際、犯人だと言うべきか苦しんでいた事もあった。同級生の青柳拓哉（あおやぎ たくや、声 - 高橋直純）に想いを寄せている。剣持からは「チビ金」と呼ばれているが、本人はその呼び方を嫌がっている。
前述の通り、一や気に入らない相手以外には基本的にはネコを被っていて、特に一と2人きりの時はガラの悪い本性を見せる。しかし、話が進むに連れて、一に対する態度は多少は柔和になる。一の高い推理力については重々承知しており、認めてもいる事から、一を頼りにしている面もある。一の事は普段は「一」と呼び捨てにしているが、人前では「一兄ちゃん」と呼ぶ事もある。
アニメ版では早い段階で登場したため出番が大幅に増やされ、本来いなかった話にも多く登場し、「魔神遺跡殺人事件」と「亡霊学校殺人事件」はフミが語る回想で展開された。アニメ初登場作品の「黒死蝶殺人事件」では一と共に第一の被害者斑目るりに相談を受けており、彼女が殺された後、一にも劣らぬ怒りを見せた。「異人館ホテル殺人事件」では犯人に襲われて意識不明の重体となった佐木竜太に付き添う美雪の代わりに、一の助手を務め、美雪と入れ替わりに佐木に付き添った際、意識を取り戻した彼を最初に目撃した。ドラマ版には未登場。
短編集のおまけ漫画ではクラスメイトの星川スミレ、以前狂言誘拐をした黒塚巧、いつきの家で世話になっている都築瑞穂と「美少女フミ探偵団」を組んでいる。ミラクルミステリーパワーステッキ（税別3800円）を使って「愛の美少女探偵フミ」に変身する。決め台詞は「おじいさまの名にかけて!この世に解けない謎はない!!」。
『金田一37歳の事件簿』では29歳。『騒霊館殺人事件』のラストで再登場。一に対する時の生意気な性格は変わっていない。探偵社に勤務しており、本業の傍らで、本名の読み方を変えた「金田 一二三（かねだ ひふみ）」というペンネームでミステリー小説を書いている。その小説の内容は一が高校時代に解決した事件を基にしているため、一には嫌がられている。作家としての素質はあるようで、自著作品「緋之川伝説殺人事件」がオソカワミステリー大賞で佳作を受賞した。「綾瀬連続殺人事件」では、交際していた作家・小美野悠人が犯人で高遠が率いる「オリンポス十二神」の一人である事が発覚し、一のために彼女なりに十二神と戦う事を決意している。「首なしスキーヤー殺人事件」のラストでは、小美野のスマホに残されたメッセージを一に伝える。
誕生日は10月3日。星座はてんびん座、身長124cm、体重25kg、血液型O型。趣味は貯金、好きな食べ物はチョコレートパフェ、好きな男性のタイプは堂本剛。

村上草太（むらかみ そうた）
声 - 青羽剛（アニメ・無印） / 浅沼晋太郎（アニメ・R）
不動高校2年。ミステリー研究会所属。「天草財宝伝説殺人事件」で初登場（アニメでは125話「瞬間消失の謎」で初登場）。一人称は「俺」。
性格は意地っ張りなところがあり、美雪の事が好きらしい。ただし、美雪が一に全幅の信頼を置いている事は理解している。性格などに難のあるレギュラー陣の中で数少ないまともな人物で、「瞬間消失の謎」では自分の事を棚に上げて美雪に対する京谷の態度を「まるで小学生のガキだぜ！」と非難する一を咎め、「獄門塾殺人事件」では遺体を目の当たりにした途端非常に驚き、「ゲームの館殺人事件」では一に「呪われてる」と言うほど。また、美雪同様一の強引さや理不尽さの被害に遭っている。出身は千葉県の海に面した町。身長は170.6cmで、一曰く彼より3cm高い。親は弁護士で息子に後を継いで貰う事を切望しており、本人も弁護士を目指している。「獄門塾殺人事件」では初めて長編の事件に関わり、その時は容疑者の一人に入っていた。
一とは仲が良く、スポーツ観戦を誘ったり、塾を紹介したり、一緒に遊びに行ったりしている。「キャンプ場の“怪”事件」では、一の中学生時代からの同級生でもある事が判明した。
アニメ版では、無印では浅黒い肌と黒っぽい茶髪だったが、『R』では黒髪と普通の肌色に変更されている。
ドラマには登場しない代わりに、竜二が式部清子（しきぶ(ドラマ版ではしきべ) せいこ、声 - 木下紗華/演 - 三吉彩花）の一部設定を継承する形で彼の代役を務めている。
「金田一37歳の事件簿」では37歳になり、かつて目指していた弁護士ではなく、地元の信用金庫の課長になっている。また、結婚しており、2人の子供の父親となっている。
「金田一くんの冒険」では、一や美雪と同じく冒険クラブに所属。

森下桃香（もりした ももか）
『金田一37歳の事件簿』に登場する、一のアパートの隣室に住むシングルマザー。走野の母。温厚でお淑やかな性格。一人称は「あたし」だが、稀に「私」を使う。推定Eカップ。
職業はケータリング。主な顧客は富裕層のマダム達で、四六時中わがままな顧客達に振り回されている。
一とは時々料理のおすそわけに行く程度の仲だが、普段から自分に親身になってくれる一に対して密かに想いを寄せており、走野によれば家では一のことばかり話しているらしい。まりんとは、一をめぐるちょっとしたライバル関係にある。
美雪のことは知らなかったが、一が緋尻島に行く前に稲荷寿司をおすそ分けに行った際、ちょうど一の部屋に来ていた美雪と鉢合わせしてしまう。

森下走野（もりした そうや）
桃香の息子。小学5年生。母親の前では礼儀正しい良い子だが、実際は尊大でキツいクソガキ（一談）。一人称は「俺」。特技は将棋で一を圧倒した事もある。

## 警察関係者

### 警視庁
正野（ただの）
声 - 高木渉
警視庁捜査一課の刑事。明智・剣持の部下。温厚な糸目の男性。
明智と同じ私立秀央高校出身だが、彼は3年間Dクラスだった。学生時代は映画研究会に在籍していた。

中村一郎（なかむら いちろう）
声 - 伊藤和晃
警視庁捜査一課の刑事。「幽霊客船殺人事件」で初登場。
客船コバルトマリン号に謎の乗客「ナカムライチロウ」として乗船しており、殺人犯の近藤に扮して犯人逮捕の手助けもした。
後の「誰が女神を殺したか?」の尋問時や「速水玲香誘拐殺人事件」にも登場している。
強面の顔をしているが、サボリ癖があるらしい。
ドラマ版では未登場（ドラマ版のナカムライチロウ（中村一郎）は下記のワラガイが担当）。

権藤徹男（ごんどう てつお）
声 - 中博史
警視庁捜査一課の刑事。「明智少年 最初の事件」で初登場。容疑者である明智に対して威圧的な尋問をする。
「高遠少年の事件簿」で再登場。高遠との対面時には彼の冷静な態度からあまり良い印象を抱いていない。
同じ刑事である明智の父親の事は「正義感の塊」と評しているが、あまり好意的な言い方ではなかった。

向井猛夫（むかい たけお）
演 - 立川政市
警視庁捜査一課の刑事。剣持の部下。ドラマ版（初代）オリジナルキャラ。
直情的でやや短気な性格。
一を毛嫌いしており、彼が事件の真相を次々と解明する事も忌々しく思っている模様。謎解きの場面で「そんなバカな」と反論する事が多々ある。一に殺人の容疑が掛かり手錠を掛ける際は、「お前に手錠をはめる事になるとは…」と複雑な心境を抱いていたようだが、一に騙されて逃亡を許した後は何の疑問を抱く事も無く、一の逮捕に乗り出している。
「金田一少年の事件簿 永久保存版」では一に対して全く故人を偲ばない弔辞を述べた明智に対して「あれは弔辞じゃなくて自慢話じゃないですか」ともっともな突っ込みを入れた。

ワラガイ
演 - ふかわりょう
警視庁捜査一課の刑事。剣持の部下。ドラマ（2代目）オリジナルキャラ。
弱気な性格で剣持に怒鳴られる事が多い。コメディリリーフ的な役割のキャラ。
「幽霊客船殺人事件」では中村の代役を務めたり「速水玲香誘拐殺人事件」ではチャットで犯人と連絡を取っている。
美雪の事は「美雪さん」と呼んでいる。

畠山高徳（はたけやま たかのり）
演 - 宮下純一
警視庁捜査一課の刑事。剣持の部下。ドラマ（4代目）オリジナルキャラ。
一の事を完全に信用しているわけではないが、邪魔者扱いする事はなく、捜査へ介入する事に関しても容認している。
「金田一少年の決死行」では松岡修治（まつおか しゅうじ、声 - 楠大典 / 演 - KREVA）が殺害された後、高遠と入れ替わってしまうなどの災難に見舞われている。

茅杏子（かや きょうこ）
声 - 竹田愛里
警視庁の警部。
妖艶な雰囲気を漂わせる女性刑事。
「秘宝島殺人事件」でツアー客の一人として初登場し、同じツアー客の矢荻久義（やおぎ ひさよし、声 - 松尾銀三）と男女の関係になった事を匂わせる発言をしている。
一に好意を持っており、度々色仕掛けをしている。常に木箱を持ち歩いているが、その中身は謎である。
お茶の水女子大学出身のキャリア組である。祖父がイギリス人のクオーターで、英語・ドイツ語が得意。日本舞踊や茶道も嗜む。秘密保持のため、年齢・身長・体重・家族構成などは全て不明。
原作では「秘宝島殺人事件」の他、「1/2の殺人者」にも登場しているが、アニメでは後者には登場せず、代わりに剣持が登場している。ドラマ版では未登場。

溝岸（みぞぎし）
声 - 加藤清司
演 - 緋田康人
不動山署刑事課捜査一係の刑事。
「獄門塾殺人事件」に登場。同事件の初動捜査を行い無差別殺人との見立てを行い、それをそこに居合わせた一に論破されるも、激高し「素人の意見」として聞き入れようとしなかった。しかし、そこに剣持が駆けつけ、一の素性を明かし彼の推理を受け入れさせた。
アニメ、ドラマ版では、極問塾（ドラマ版では獄門予備校）に剣持が行かないため（ドラマでは未登場、アニメでは後に捜査担当になる）、一の推理を素直に聞き入れる理解ある刑事として登場している。さらにドラマ版では、「自分には無関係だから、勉強に戻る」という生徒に対して、一喝するという倫理の高い一面を見せている。
『探偵学園Q プレミアム』にも登場している。

小林竜太郎（こばやし りゅうたろう）
声 - 千葉雄大
「明智警部の事件簿」で初登場。警視庁の刑事。年齢は25歳（「明智警部の事件簿」内）。明智の警部時代の部下である新米刑事。
高校卒業後に警察官となり、交番勤務を経て、捜査一課の刑事になった。最終話では捜査一課から異動し、再び交番勤務となっている。
正義感が強く、真面目な熱血漢だが、頭脳面に関しては疎いところがある。その上おっちょこちょいで悪意のある人間の出任せを信じやすい。捜査では主に明智の仕事の雑用係と肉体担当である。明智の指導に慌てふためく事がある。直属の上司である明智に振り回されながらも彼を信頼している。その反面、美雪や剣持程ではないが彼の理不尽さや強引さの被害に遭っており、おまけ漫画では明智絡みの悪夢を見ている事がある。また、普段のストレスから胆嚢炎を発症した事もある。不運気味で、雨の日には風に傘を飛ばされ、水たまりで足を滑らせる。
当初明智に対して苦手意識を持っており、『マガジンSPECIAL』の2014年7月号に掲載された4コマ漫画では「先輩の部下になった事が人生最大の過ち」と言うほどであったが、のちに互いに大切な人になっていき、彼からは「君には君にしか成し得ない正義がある。君は立派な警察官ですよ」と賞賛され、「最高の相棒」として認めてもらうようになる。明智と同じ経歴を持つエリートの黄地公也（おうじ きみや）とは彼の相棒の座をめぐるライバルであった。
アニメ版では、「明智警部の事件簿」以降の姿も描かれ、一と美雪とも顔を合わせた。また、現在の所属は捜査一課ではない事、明智と今でも交流がある事も語られている。さらに明智の警部時代に謎の男達に闇討ちを仕掛けられ、全治2ヶ月の怪我を負った事も語られた。
好きな音楽ジャンルは青春パンクで、銀杏BOYZのファンだが、当の本人は音痴である。高校時代はサッカー部に所属しており、ポジションは右サイドハーフだった。学生時代はヒーローショーのバイトをやっていた。好物はカレー、牛丼、たこ焼き、焼酎ロック。野菜炒めをいつも作っている。猫柄の服をよく着ている。父親は普通の会社員。休日はよく漫画喫茶とゲームセンターに行っている。シューティングゲームがストレス発散方であり、記録保持者である。声の大きさでは誰にも負けない。髭がよく生えるので、よく剃っているが第3話では剃り忘れた事がある。近所の居酒屋のマスターのお気に入り。
声を担当した千葉雄大は、ドラマ版金田一少年の事件簿（4代目シリーズ）の連続ドラマ版（N（neo））で「鬼火島殺人事件」に登場する加藤賢太郎（かとう けんたろう、声 - 浪川大輔）を演じた。

幸村真之助（ゆきむら しんのすけ）
『金田一37歳の事件簿』の「京都美人華道家殺人事件」のラストで初登場。警視庁捜査一課の警視で、明智警視長の部下。27歳。
実直だが融通が効かず、思い込みが激しい性格。これまで起きた連続殺人事件の調書を読んだ事で、20年の時を経て再び殺人事件に関わりだした一を「実は驚異的連続殺人犯で、高遠同様犯罪プランナーではないのか」と警戒しており、彼が事件を解決していた事に対して「自作自演」「マッチポンプ」「有名すぎた金田一耕助の名前を守るため、そして「名探偵の孫」という肩書を守るために、事件をプロデュースして事件を解決していった」と疑っている。明智はその事を物笑いの種にするほど意に介さないでいる。また、当の一自身も無闇に相手を犯罪者呼ばわりする彼を「ホンマモンのアホ」「頭のネジが一本外れたような奴」「トンチンカン」となどと酷評しており、そのため色々煽られやすい。一への誤解は結局最後まで解けなかった模様。

ケバヤシ号（ケバヤシごう）
「きんにゃいち少年の事件簿」に登場する明智を慕う警察犬。当初は明智の猫化を受け入れる事が出来なかったが、彼が誘拐犯を罠にかけたのをきっかけに自分の未熟さを知り精神修行のため失踪した。

### 道府県警
俵田孝太郎（たわらだ こうたろう）
演 - 白井晃
青森県警の警部。
「異人館村殺人事件」で初登場。性格は行動派で熱血漢。初めは一の事を生意気な奴だと感じていたが、電話に出た剣持警部に屈して仕方なく従った。しかし、純粋に一の推理力と勇気を認めるようになり、信頼を寄せるようになる。一の事を「キンダニ」と呼んでいる。「人喰い研究所殺人事件」では現場の駐在に一の推理力について太鼓判を押す形で12年ぶりの再登場を果たした。
埼玉県出身。東北大学卒。年齢は30代後半。既婚者で子供が二人いる。血液型O型、星座は蟹座。大酒飲みであり、日本酒一升を軽く飲める。俵孝太郎と名前を間違えられる事を嫌っている。
アニメ版には未登場。ドラマ版では「異人館ホテル殺人事件」のみの登場（原作での初登場回の「異人館村殺人事件」は代わりに剣持が担当した）。剣持の大学の後輩で、神奈川県警所属の協力的な刑事という設定になっている。

長島滋（ながしま しげる）
声 - 堀内賢雄
長野県警の警部。
「金田一少年の殺人」で初登場。頑固で高圧的な性格であり、初登場の事件で一が殺人現場に居合わせた時、一を犯人だと頭から決め付けて他の人間の捜査をしなかった。その自分の見込み捜査が一に破られたため、後に登場した時にも一を「疫病神」呼ばわりして嫌っている。一方、怪我をした部下の栗田巡査を心配し、「命に別条がなくて良かったな」と安心する等、部下思いな面もある。一に対しても案外気にかけている一面もあり、『邪宗館殺人事件』で一の友人が殺され、一が意気消沈していた時には「さっさとこの館から出てけ！でないと次に殺されるのは貴様かもしれんのだぞ？」と不器用ながらも彼の事を気遣うような台詞を言い、「心配してくれてるんすか？」と一に突っ込まれていた。
頑固ゆえに面と向かって認めはしないものの、一の推理力の高さは重々承知しているようである。アニメ版では「金田一少年の殺人」以降、一に対して頑固な面は見せず、協力的な性格になっている（「聖バレンタインの殺人」「雷祭殺人事件」「白銀に消えた身代金」）。ノベルス「邪宗館殺人事件」にも登場し、大学時代は文学青年だったらしい事も明らかになり、この時は友人を失った一に同情して彼なりに気遣っていた。年齢は45歳。ドラマ版では未登場。

大河内善助（おおこうち ぜんすけ）
声 - 大友龍三郎
青森県警の警部。
「怪盗紳士の殺人」に登場。怪盗紳士の予告から絵画を警護するため蒲生邸の警備の指揮を執る。剣持を「天下の警視庁の刑事さん」と皮肉たっぷりに評するなど対抗心を抱いており、一の事も「探偵気取り」と快い印象を抱いてない。そのため一からは「類人猿」と綽名され、一から推理のミスを指摘された際は剣持から皮肉交じりの言葉を掛けられる。年齢は54歳。ドラマ版では未登場。

猪川将佐（いのかわ まさすけ）
声 - 矢尾一樹
演 - 高杉亘
石川県警の警部。
「黒死蝶殺人事件」で初登場。ニヒルな性格で、ノンキャリアながら33歳の若さで警部に任官しているかなりのやり手刑事。一の事は以前から知っていた節がある。自分の性格については自ら「ヒール」と評している。第I期最終回のグランドフィナーレで一と再会した際はかなり楽しそうにしていた。
原作では喫煙者だが、アニメでは喫煙の描写がない。
ドラマ版では神奈川県警所属となっている。高圧的で嫌味な一面が強調され、それが原因で金田一だけではなく、剣持ともそれぞれが所属する警視庁と神奈川県警と同様、対立する事になる。
名前と見た目のモデルは、『エロイカより愛をこめて』の登場人物、クラウス・ハインツ・フォン・デム・エーベルバッハ少佐。

石井雅之（いしい まさゆき）
声 - 広瀬正志
熊本県警捜査一課の警部。
「天草財宝殺人事件」に登場。眼鏡を掛けた禿頭が特徴。自分の推理が間違いである事を一切認めない頑固な性格。
第1の殺人に関しては物取りの犯行と判断、第2の殺人や第3の殺人に関しては状況証拠だけで容疑者を絞り込み、容疑者の1人と親しかったいつきと対立して「ヘボ刑事」と言われた。そして、容疑者と疑っていた人物が毒殺された際は「天草財宝殺人事件」の犯人が全てを終えた後に自殺したとあっさり信じ込み、殺人事件の真犯人「白髪鬼」の罠にあっさり嵌まってしまった。その為に一の足を引っ張ったが、明智の電話で一の推理を黙って聞くよう言われ、その披露の機会を渋々設けた。しかし警察官としての正義感はあり、終盤で我を失いかけて真犯人を殺そうとしたいつきを一達と羽交い締めにして制止する場面がある。殺人未遂を犯したいつきが逮捕される事は無く恋人を殺されたいつきの心情を汲んで不問にした模様。

如月美和（きさらぎ みわ）
声 - 野沢由香里
石川県警の刑事。アニメオリジナルキャラクター。
「嘆きの鬼伝説殺人事件」に登場。メガネをかけた豊満な体型の美女。刑事としての能力は優秀。
当初、一を邪魔者扱いしていたが、事件解決後は彼の能力を認めて好意を持つようになり、頬にキスをした。

鷲尾鉱三（わしお こうぞう）
声 - 金子由之
秋田県警の警部。
「雪影村殺人事件」に登場。第1の殺人を状況だけで勝手に自殺と決め込み、反論した一を鬱陶しく思っていた。
アニメでは事件で東京に出張した時に剣持と知り合って世話になり、よく一の話を聞いていた。一を鬱陶しく思っていたが、一の推理を聞き入れる等、原作に比べて丸くなっている。猪川とは逆に原作で喫煙しているシーンがないが、アニメではタバコを吸っている。

不破鳴美（ふわ なるみ）〔初代ドラマ：兵頭鳴美（ひょうどう なるみ）〕
声 - 松本梨香
演 - 篠倉伸子
北海道警の警視。本名は｢北見蓮子｣（きたみ れんこ）。双子の妹は文月花蓮（ふみづき かれん）〈北見花江（きたみ はなえ）〉、声 - 萩森侚子 / 演 - 美香 ） 。
「異人館ホテル殺人事件」に登場。事件の真犯人「赤髭のサンタクロース」。（ドラマ版では「冥界の道化師」）
ダミ声が特徴でギリシャ神話上の怪物メデューサに例えられた。同じく警視の明智と同様東大卒でイヤミな性格。最初から一を歓迎はしておらず、むしろ邪魔者扱いしていた。
ドラマ版では『銀狼怪奇ファイル』の主人公、不破耕介と名前が被るためか、「兵頭鳴美」に名前が変更されている。さらに本名は｢文月蓮子｣に変更されている。双子の妹も本名は文月花蓮のままである。

友利圭（ともり けい）
演 - 佐藤二朗
神奈川県警の刑事。ドラマ（4代目）オリジナルキャラ。
「金田一少年の決死行」に登場。横暴かつ高圧的な言動が目立っており、ホテルのオーナーが誘拐された際、秘書の要望を聞き入れようとしなかったり、一が殺人現場に居合わせた事を理由に、一の保護を目的に動いていた原作の李波児、アニメの李白龍とは対象的に一を犯人だと頭から決め付けて他の人間の捜査をしない等、強引な所が多い。

高林登（たかばやし のぼる）
演 - 高橋努
神奈川県警の刑事。ドラマ（5代目）オリジナルキャラ。
リメイク版「金田一少年の殺人」に登場。長島ほど頑固ではなく、最初のうちは剣持の意見もある程度耳を傾けていたが、「見えざる敵」によって被害者が増えていく上に一が警官から銃を奪ったという知らせを受けたため、剣持にも不信感を顕にしている。結果的には一と剣持による茶番で一が「死亡」したため、捜査を切り上げて以降フェードアウトしていった。

川原（かわはら）
白狐村の刑事。「狐火流し殺人事件」に登場。癖のある警察官の中で、比較的良識的で数少ない一の理解者。優しい好人物で、最後まで一の捜査に協力した。アニメ版には未登場。

藤沢（ふじさわ）
神奈川県警の警部補。「黒霊ホテル殺人事件」に登場。
当初は一を煙たがっていたが、剣持からの電話で一への捜査協力を依頼され、その後は協力的な姿勢をとる。

山科六郎（やましな ろくろう）
京都府警の警部補。『金田一37歳の事件簿』の「京都美人華道家殺人事件」に登場。
京都弁を話すおっとりとした人物。一般人であるはずの一を「死体を見てもやけに落ち着いている」「妙に事件慣れしている」と疑念を抱いている。年齢は52歳。

### 海外の警察
パトリシア・オブライエン（Patricia O'Brien）
声 - 渡辺美佐
明智がロス市警時代に相棒だった女刑事。ブロンドヘアのグラマラスな白人美女。愛称は「パット」。明るく、人当たりの良い性格。ドラマ版では未登場。
警察官としては優秀であり、後方支援（主に情報収集）を担っていた。明智に好意を持っていたらしく、よくアプローチをかけていた（アニメ版では相思相愛）。
「明智警部の事件簿」の冒頭シーンでは、彼女らしき人物が登場する。

李波児（リー・ポール）
声 - 鈴置洋孝
演 - 修健（初代、実写映画版）
香港警察の刑事。階級は不明。
「上海魚人伝説殺人事件」で初登場。28歳。蟷螂拳の達人。
初登場時は上海警察に所属。当初は、証拠も無しに容疑者を逮捕するなど堅物な刑事であり、一ともいがみ合っていた。しかし、一が事件を解決した後、敬意を抱くようになる。その後香港警察に異動し、「金田一少年の決死行」で再登場し、表向きは一を殺人事件の容疑者として追いながら、保護と護衛を目的に行動していた。
アニメ版及び実写映画版では「上海魚人伝説殺人事件」の登場のみで、「金田一少年の決死行」での彼の役割はアニメ版では後述の李白龍・ドラマ版では友利圭にそれぞれ置き換えられている。
「金田一少年の1泊2日小旅行」では麗晶と江の関係に嫉妬して「僕を見てくれ」と下半身を露出した狩谷に静かな怒りを露わにし、彼を再逮捕した。

李白龍（リー・パイロン（ドラマ版では「リー・バイロン」））
声 - 千葉一伸（アニメ） / 浪川大輔（ドラマ・4代目 / 吹替〈香港九龍財宝殺人事件〉） / 東地宏樹（ドラマ・4代目 / 吹替〈獄門塾殺人事件〉）
演 - ウー・ズン（4代目）
台湾警察の刑事。26歳。
王龍が香港九龍財宝と引き替えに手に入れた小型核爆弾（アニメ版では核開発競争の過程で作り出された爆弾）の行方を追っていた。その正体は王龍（ワン・ロン、声 - 木下浩之 / 演 - エリック・ツァン）の息子の1人で、瀧川龍太（たきがわ りゅうた、声 - 浜田賢二 / 演 - 桐谷健太）の弟、金龍東（キム・ロンドン、声 - 森訓久 / 演 - V.I）・楊蘭（ヤン・ラン、声 - 中川亜紀子 / 演 - 川口春奈（幼少期：畠山彩奈））の兄である。金田一との協力で核爆弾の爆発は回避できた。
原作ではゲストキャラクターだったが、アニメ版及びドラマ版ではそれぞれ再登場している。
ドラマ版では「獄門塾殺人事件」で再登場。「香港九龍財宝殺人事件」の後インターポールに異動し、指名手配となった高遠の行方を追っている。高遠の企みを阻止するため獄門予備校の臨時教師として理系グループのメンバーと同行した（未登場の明智の代役）。ドラマで再登場の時は、金田一の事を「一」と呼んでいるが、主任講師の氏家貴之（うじいえ たかゆき、声 - 菅生隆之 / 演 - 北村一輝）と一緒のときは「金田一君」になっている。また、表記は同じだが読みは「リー・バイロン」になっている。
アニメ版では「金田一少年の決死行」に原作での李波児（リー・ポール）の立場として登場している。

## 不動高校

### ミステリー研究会
一たちが通う私立不動高校のミステリー研究会所属メンバーについて記述する。
佐木竜太（さき りゅうた）
声 - 難波圭一
演 - 原知宏（初代） / 長谷川純（2代目） / 岩﨑大昇（5代目）
一の後輩。不動高校1年生。「学園七不思議殺人事件」から登場。
キャモン・ビデオアイという機種のビデオカメラを常に携帯し、常に撮影する事が趣味である。現場の様子を収めて一の推理の手助けに一役買う事もある。いつの間にか人の背後に忍び寄っていたり、物陰からこっそりとビデオを撮影していたりするなど、少々変わり者。家族は健在だが、アリバイ確認の際に一人暮らしをしていることが判明している。
ミステリー研究会のゴタゴタ（真壁が鷹島から原稿を受け取るところなど）を影から撮影しており、部員たちのプライベートな部分をかなり知っていたが、それを面と向かって指摘する事はなかった。
「異人館ホテル殺人事件」で犯人のトリックを偶然解いてしまったため、それに気付いた犯人に口封じに殺害されてしまった。その後、第二の助手として弟の竜二が「金田一少年の殺人」から登場した。ただし、竜太はそれ以後も「ビデオを持った白装束の天使姿」で背景に小さく書かれている事があったり、一の夢に登場したりする。それ以降、弟との区別の意味で一は彼の事を回想する際「佐木1号」と呼んでいる。なお、彼の霊が一の前に現れると「一が罪を着せられる」というジンクスがある（例外は「雪霊伝説殺人事件」のみ）。
「金田一37歳の事件簿」でも弟と共に異人館ホテルに訪れており、一から「お前ら兄弟はつくづくドライだな…」と呆れられていた。
アニメ版では「異人館ホテル殺人事件」で襲われながらも一命を取り留めて生存。原作では竜二の登場シーンに差し替えられる形で登場する他、未登場の事件にも登場し、「瞬間消失の謎」でもミス研の一員として登場した。元々の設定以外は竜二の性格や立ち位置に成り代わっているため、登場当初の竜太とは性格などに差異がみられる。
初代ドラマ版では異人館ホテル事件そのものに巻き込まれておらず生存し、各事件のゲストキャラクターの代役として、漫画版では登場していない事件にも関わっている。「墓場島殺人事件」では美雪の代役も兼ねており、一ととある人物の恋愛に関する会話の聞き間違いから、一に同性同士で告白されたと勘違いしてそれについて断りを入れた事がある。原作のような眼鏡はかけていない。2代目ドラマ版では「露西亜人形殺人事件」では犬飼高志（いぬかい たかし、声 - 一条和矢）の代役として登場。遺産相続候補者になっており犯人に命を狙われていた。
5代目金田一（道枝版）では、自撮り棒付きのスマートフォンもしくはタブレットを使って撮影している。大人しく内気な性格だが、芯は強い。鷹島友代の代役を兼ねており、真壁誠のゴーストライターをしていたのは彼であった。桜樹るい子と尾ノ上貴裕が殺害された事で、自分がゴーストライターをした事が事件につながったのではないかという自責の念に駆られ、警察に真実を打ち明ける。また、事件解決につながる暗号は彼が撮影した映像に残されていた。「聖恋島殺人事件」ではテレビスタッフが未登場の為、海星終吾の代役として登場し重要な場面を撮影している。
一と同様、初代から一貫してジャニーズ事務所所属のタレントが演じている（3代目には未登場）。
血液型AB型、星座は双子座。

桜樹るい子（さくらぎ るいこ）〔初代ドラマ：桜樹マリ子（さくらぎ マリこ）〕
声 - 篠原恵美
演 - 高橋玲奈（初代） / 大友花恋（5代目）
不動高校3年生。「学園七不思議殺人事件」に登場。
ミステリー研究会会長。不動高校の七不思議を解明すべく一を勧誘し、それにより一と美雪はミステリー研究会に所属するようになる。知的で好奇心が強いが、妖艶な雰囲気を持ち、色仕掛けや際どい発言も辞さない性格。だが身持ちは固く、真壁に言い寄られた際は彼が偽りの小説家である事に気付いており「私は本当に頭の良い男が好き」と告げて拒絶している。
自身の調査と、偶然起こった出来事により七不思議の正体に気付くも、放課後の魔術師により口封じで殺害されてしまう。しかし、七不思議の正体を暗号化して残していた事から事件解決に繋がる。事件後、一は桜樹に「ここには放課後の魔術師なんていなかった」と報告した。
初代ドラマ版では暗号を残すのは尾ノ上貴裕に変更され、事件後の報告も描かれなかったが青山ちひろ（あおやま ちひろ、声 - 天神有海 / 演 - 田中規子（初代） / 天野はな（5代目））の代わりに桜樹の葬儀が描かれた。5代目ドラマ版では暗号を残すが、原作と異なり世界地図の経度と緯度を元にした数字による内容となっている。

真壁誠（まかべ まこと）
声 - 山崎たくみ
演 - 佐野瑞樹（初代） / 浅利陽介（4代目） / 細田佳央太（5代目）
不動高校3年生（堂本剛版（初代）および道枝版ドラマでは2年生）。「学園七不思議殺人事件」で初登場。
ミステリー研究会では、美雪が会長に就任する際に引き継ぎを行っており、桜樹の死後に会長に就任した様子。N(neo)ではミステリー研究部部長となっている。
嫌味な性格で、一や尾ノ上貴裕を見下している。好色な面もあり、同級生の桜樹るい子（初代ドラマ版では桜樹マリ子）や鷹島友代、後輩の美雪に言い寄った経験があるが、相手にはされなかった。この嫌味と好色な性格が原因で一や美雪達に嫌われている。
「ブレスレット殺人事件」という作品で推理大賞を取った現役高校生推理作家、という事になっているが、実際にはゴーストライターである鷹島が執筆している。真壁は友代を利用しているつもりだが実際は逆で、友代によって彼がコントロールされているようである。また、推理や女性関係などで敗れ去った事を恨みに持ち、一に対し同じような思いを持つ朝基や京谷雅彦らと仲良くなり、一が旅立ったグランドフィナーレで一を唖然とさせた。その髪型から一や剣持に陰で「ワカメ」呼ばわりされている。
原作では語られなかったが、公式ガイドブック（第1弾）によると、「真壁が書いたとされる小説は、実は鷹島友代が書いていたものだった」という事が『学園七不思議殺人事件』がきっかけでバレてしまった事が明らかとなっている。それにより「真壁の地位は完全に失墜し、逆に友代は脚光を浴び、性格がすっかり変わった」という事が語られている。
『金田一37歳の事件簿』では、「タワマンマダム殺人事件」で再登場。38歳で、不動山市内の白金署に勤める警部になっている。嫌みな性格とワカメ頭は健在。プライベートでは鷹島友代と結婚している。また、「綾瀬連続殺人事件」に再登場した際、二三と旧知の仲である事が判明した。一に対しては学生時代と同様に見下す事はあるものの、高校時代に比べれば大分改善されている。過去に一が警察上層部（主に明智）のコネを利用して、下っ端警官複数人の立場を結果的に悪くした経歴を恐れている。タワマンの事件を解決後に一と和解し、彼を赤提灯に誘った。それ以降は一の推理に全幅の信頼を寄せるようになり、かつての剣持のように捜査情報を教えたり、一に捜査情報を教えるよう他県の刑事に口添えしたりしている。
「きんにゃいち少年の事件簿」では、ネタに困っていたので一が猫化したのを知り、高級ソープを餌に今の彼をネタにした「百万回事件に出くわした猫」という小説を書こうとしていた。
原作では初登場のエピソード以外では顔出し程度で目立たない存在だが、ドラマ版ではレギュラーとして扱われ、さまざまな事件に関わっている。
堂本版では一の同級生という設定になり、プライドの高さは変わらないが性格は軟化しており、一との関係も比較的良好。1学期期末試験は948点で学年7位であり、成績も良い（原作では成績に関しては描写がない）。原作と違って眼鏡（伊達眼鏡）をしており、眼鏡と髪型がそっくりな真壁実（まかべ みのる、演 - 遠藤司）という弟がいるというオリジナルの設定も加えられ、一に「誠と実で誠実ブラザーズ」とからかわれるシーンもあった。
4代目山田版のN(neo)では原作通り3年生だが、原作の悪辣な面はオミットされ、一たちの良き先輩として描かれている。ミステリー研究部の部長でオカルト好きという設定が与えられ、連続ドラマ内では計4回事件に巻き込まれている。「銀幕の殺人鬼」では、『スコーピオンの呪い』に興味を持ち、映画研究部の撮影に潜入する事を発案する。また、ポアロというチワワを飼っている。「金田一少年の決死行」では、一にある重要な情報を伝えるメッセンジャーとしての役割を担っている。「薔薇十字館殺人事件」では白樹紅音（しらき べにね、声 - 本名陽子）の代役として登場。左肩の後ろ（原作の白樹は左手の掌）に十字架型の火傷の痕があり、物心が付く前に離れ離れになった兄がいる事が判明。この事から、自分が高遠の弟なのではないかという疑念を抱くも佐久羅京（さくら きょう、声 - 川田紳司 / 演 - 須賀貴匡）が真壁が持っている写真を撮ったと告白した事で真壁が佐久羅の弟である事が判明した。
5代目金田一（道枝版）では初代金田一（堂本版）と同じく一の同級生となっている。ゴーストライターをさせていたのは後輩の竜太に差し替えられており、尾ノ上からゴーストライターの一件を疑われた際には激しく詰め寄った上、事情聴取のために警察に連行された際に剣持らから竜太がすべて打ち明けた事を聞かされると露骨に舌打ちをして睨みつけるなど、原作以上に粗暴な人物として描かれている。桜樹に言い寄る場面はあるものの、美雪に言い寄る場面はなく、一と言い争うような場面もなかった。また、レギュラー扱いだった今までのシリーズとは異なり、1話限りのゲストキャラとしての登場のみに留まった。
身長172cm、体重62kg、血液型A型、星座はやぎ座。

鷹島友代（たかしま ともよ）
声 - みうらうらら
演 - 三浦理恵子
不動高校2年生（アニメでは3年生）。「学園七不思議殺人事件」で初登場。
潔癖症で、常に手袋をしないと気がすまず、他人が触ったものは綺麗に拭き取らないと使わない。
実は真壁誠のゴーストライターであり、彼をいつも物陰から見ている。一見すると物静かな性格を真壁に利用されているように見える（肉体関係が存在する事を示唆する場面もある）が、一は実際は彼女が真壁を操っていると分析している。
ドラマ版（第1・第2シリーズ）では設定が異なり、準レギュラーとしていくつかの事件に関わっている。美雪がいない場面では一を叱責するなど事実上のサブヒロインだったが、「墓場島殺人事件」では真犯人の一人となる。この際、共犯者・檜山達之（ひやま たつゆき、声 - 檜山修之 / 演 - 金子賢）との間に子供を身籠った事を明かしている。第5シリーズのリメイク作には未登場で、彼女の役割は前述の通り竜太が務める。
「金田一37歳の事件簿」では現在名前だけ登場。真壁と結婚しているらしい。

尾ノ上貴裕（おのうえ たかひろ）
声 - 飛田展男
演 - 須藤公一（初代） / 前田航基（5代目）
不動高校2年生（アニメ版では3年生）、「学園七不思議殺人事件」に登場。
ふくよかな体格をした男子生徒。原作では一とはミス研入部前からの顔見知り。
推理大賞に応募したが、一次選考で落選し、その事で真壁から嫌がらせを受けていた。一見温厚そうに見えるが、推理大賞の応募をめぐって真壁から嫌がらせを受けた際、激怒してコンパスの針で彼に襲いかかった事もあった。
部室にあった真壁のポスターを「明日もっといいポスターを持って来る」という理由で剥がそうとした事から、放課後の魔術師に殺害されてしまう。遺体は「首吊り大イチョウ」の隣の木に首を吊るされ、「開かずの生物室」の鍵も持たされた。だが、死ぬ間際までワープロで暗号解読をしており、事件解決に繋がる事になる。
アニメ版では暗号を解こうとしたために口封じで殺害され、遺体は「手首が這い回る印刷室」で赤ペンキが塗られた大量の紙に埋もれた状態で発見された。ドラマ版では部室内のポスターを剥がした事から殺害されてしまうも、死の間際にポスターの存在を伝えるダイイング・メッセージを残し、遺体は「底なしのプール」で発見された。5代目金田一（道枝版）では、アニメ版と同様に「手首が這い回る印刷室」で遺体が発見される。
「犯人たちの事件簿」では真壁のポスターを剥がして別のポスターにしようとした数分後に犯人に殺された事になっている。
美浦エミリ（みうら エミリ）
声 - 金月真美
不動高校1年生。新入部員として「天草財宝伝説殺人事件」で初登場。典型的なぶりっ子で可愛い容姿の少女。男子には人気だが、女子からの評判は悪い。ドラマ版では未登場。
一が金田一耕助の孫でかなりの推理力を持っている事を知っている為に一に想いを寄せ、一にセクハラされても嬉しがり、一と一緒に露天風呂で入ろうとしたりする大胆な一面も持ち、美雪とよく火花を散らしている。だが一と美雪がいかがわしい事をしていると誤解して狼狽しながら逃げる等、根は純情である。
ダウジングの名手として、その業界では有名。
「金田一少年の1泊2日小旅行」ではよく不注意でダウジングロッドで人を傷つけており、ロッドをヌンチャクのごとく振り回してイバラを切断していた。ロッドはいつも持ち歩いているが、上述の事から何度も銃刀法違反で捕まりかけたらしい。時代劇の岡っ引きが持っている十手をロッドだと勘違いしているなど、天然ボケな面も。

京谷雅彦（きょうたに まさひこ）
声 - 高橋直純
不動高校1年生。「瞬間消失の謎」で初登場。父親は大学教授。
美雪に好意を抱いており、ライバルとなる一に「ホームズの孫」と称し挑戦状を送り付けた。一に恥をかかせるべく、父のコレクションであり学園祭の展示物であるホームズ全集の初版本を一瞬で消失させて見せたが、結局一に真相を暴かれてしまった。その後も一の推理力を認めていないようである。一に対し同じような思いを持つ朝基や真壁とは仲が良い。ただし真相が暴かれ逃げ出したとき真壁には呆れられていた。なお、盗んだものは自身の私物（正確に言えば父親のもの）であるため、犯罪にはならない。その後、真壁や朝基と一緒に行動するようになる。

岡持武則（おかもち たけのり）
声 - 中村大樹
不動高校2年生。「瞬間消失の謎」に登場。
実家は弁当屋。学園祭の準備中、部員が食べる弁当を発注した。しかし、本人は自分の家の弁当を食べず菓子パンを食べていた。本人曰く、食べ飽きているかららしいが、どこか怪しい（アニメではカット）。
20周年シリーズ「暗黒城殺人事件」で再登場した。

相田桃子（あいだ ももこ）
声 - 柿沼紫乃
アニメ125話「瞬間消失の謎」に登場するアニメオリジナルキャラクター。
元々はオカルトクラブを作ろうとしていたが、人が集まらずミス研に入った。

黒河美穂（くろかわ みほ）
声 - 水原リン
演 - 岡本あずさ
不動芸術高校映画研究部2年で女優。「銀幕の殺人鬼」に登場。美少女である美雪を見慣れている一が「（美雪が）こんな美人の代役なの!?」と驚くほど容姿端麗で、スタイルも抜群。
原作では背中にさそり型のやけどがあるため、異性はおろか、同性であっても一緒に着替えるのを嫌う。また、ホロスコープという占いが得意でその実力は部員たちも彼女に占いたいと殺到するほど。アニメ版では事故を負ったときに気にかけてくれたのが同行した5人の中で本多影行（ほんだ かげゆき、声 - 津久井教生 / 演 - 中島広稀）だけであり、他の4人に対して憎悪がある。今も映研に在籍しているのは、純粋に映画が好きだから。一方で後輩の遊佐チエミ（ゆさ チエミ、声 - 矢島晶子 / 演 - 上白石萌歌）から強く敬愛されている。
ドラマ版では不動高校に在籍、原作にはないプライドが高い性格になっており、部長の蔵沢光（くらさわ ひかる、声 - 上田祐司 / 演 - 神木隆之介）が推薦した美雪に主役をとられたための腹いせに蛇口にカッターを仕込んだ。蔵沢の死後、一が蔵沢犯人説に異論があった事を察知した遊佐に罪をなすりつけられ警察に連行されるが、釈放後美雪と和解した。
原作ではゲストキャラクターだったが、ドラマ版では事件後映画研究部が廃部となったためミステリー研究会に移籍という形で入部した。
「金田一少年の1泊2日小旅行」では、上述のホロスコープ占いは実は俗に言う知ったかぶりで何でも適当に言っているだけだったと言う設定になっており、一にこの事を方言やセクハラ紛いの発言で追い詰められ、悲鳴を上げていた。また、女優デビューも決まっていたが、それは映画泥棒の役だった。

星野かなえ（ほしの かなえ）
声 - 木村亜希子
演 - 小島あやめ
不動芸術高校映画研究部2年で記録係（ドラマ版では不動高校映画研究部1年で雑用係）。「銀幕の殺人鬼」に登場。原作では蔵沢に好意を抱いており、彼を援護する発言をしていた（ドラマ版では美雪が擁護している）。
原作では黒河同様ゲストキャラクターだったが、ドラマ版では眼鏡っ子という設定で事件後ミステリー研究会に入部した。

辻隼人（つじ はやと）
演 - 萩原利久
ドラマオリジナルキャラクター。不動高校映画研究部1年で雑用係。「銀幕の殺人鬼」で初登場。
家に大型犬を飼っている。事件後は黒河・星野と共にミステリー研究会に入部した。

### その他の生徒
朝基（あさき）
不動高校2年生で一の同級生。「蝋人形城殺人事件」で初登場。
『ちびまる子ちゃん』の花輪君を思わせる髪型が特徴。何よりもまず髪の毛から登場するのがお決まりの人物。
常に学年成績“ほぼ”トップの優等生だが、「蝋人形城殺人事件」の冒頭ではその頭脳を一の不正行為に利用される。その時から一をライバル視し始め、真壁と共に一を推理勝負で負かす事を夢見ている。しかし一は2人共全く相手にしていない。
「きんにゃいち少年の事件簿」では猫化した一を嘲笑っていたが、逆に髪の毛をおもちゃにされる羽目になった。
アニメ版・ドラマ版には未登場。

冴子（さえこ）
一と美雪の同級生。「オペラ座館殺人事件」で初登場。
美雪の友達だが、一の事はバカにしており彼に対しては非常に厳しい。一と美雪の関係を快く思わず、美雪を一から遠ざけようとしている。
「魔犬の森の殺人」では美雪を一との縁を切らせるために旅行を計画したが、それを察知した一により旅行当日にトイレに閉じ込められてしまった。そのシーン以降、長らく登場していない。
アニメ版・ドラマ版には未登場。
「きんにゃいち少年の事件簿」では彼女と思しき女子生徒が5話に登場する。

岡崎浩司郎（おかざき こうしろう）
声 - 高戸靖広（アニメ・無印） / 金本涼輔（アニメ・R）
不動高校2年生で一の同級生。「墓場島殺人事件」で初登場。
気さくで好奇心旺盛な性格だが、臆病な一面もある。
同級生の平嶋と交際しているが、本命では美雪に想いを寄せていた。だが殺人事件に巻き込まれた恐怖と、事件の関係者に威圧的な態度をとられたさいに、自分の事を必死に庇ってくれた平嶋の気丈さを見て惚れ直したらしく、その後の文化祭では仲睦まじい様子を見せていた。
「キャンプ場の“怪”事件」で再登場しており、一の中学生時代からの同級生でもある事が判明した。一に迷惑をかけられ、ラストでは草太共々彼が女子に制裁されるのを呆れて眺めていた。
原作では「ゲームの館殺人事件」にも少しだけ登場する。
ドラマ版には登場しない代わり、真壁誠が彼の代役を務めた（理由はドラマ版の墓場島の共犯が鷹島友代になっているため、原作の墓場島の共犯である森下麗美（もりした れみ（ドラマ版では「れいみ」）、声 - 大谷育江 / 演 - 建みさと）が平嶋千絵の代役として登場したためであるが、真壁が付き合っているのが麗美であるため、陣馬剛史（じんま たけし、声 - 林延年）の代役を兼ねる形となる）。

平嶋千絵（ひらしま ちえ）
声 - 岩井由希子
不動高校2年生で一の同級生。「墓場島殺人事件」で初登場。
温厚だが正義感が強く真っ直ぐな性格をしている。人が死んでも平然としている檜山に対して「目の前で人が沢山死んているのに気が変にならないのはどうかしている」と言い放っていた。ドラマ版では未登場だが、先述のとおり原作の墓場島の共犯である森下麗美が彼女の代役を務めている。
実家は民宿を経営しているが、お世辞にも良い宿とは言えない。
「誰が女神を殺したか？」に再登場。冒頭の学園祭で岡崎と仲睦まじい様子を見せている。

### 教師・学校関係者
校長
声 - 西村知道
演 - 二瓶鮫一（初代、久米裕一郎役として）
不動高校の校長。「異人館村殺人事件」で初登場。
一を問題児扱いしている。PTA会長とは不倫関係であり、推薦入学の取り引きをしていた。ラブホテルから出るところを一に撮影され、弱みを握られてしまう。
「学園七不思議殺人事件」では旧校舎の取り壊しに対し、脅迫文を送ってきた放課後の魔術師の手で桜樹が殺された事から旧校舎の解体を中止にする事にしたが、事件解決後に解体作業を再開する。アニメ版では桜樹だけでなく尾ノ上も殺された後に解体を中止する事にし、「これ以上、放課後の魔術師に生贄を捧げるわけにはいかない」と人命を尊重する発言もした。
ドラマ版では「首吊り学園殺人事件」の舞台が不動高校に変更されたため、原作での四ノ倉学園の学長である久米裕一郎（くめ ゆういちろう）が不動高校の校長として登場している。ドラマ版では生徒の安全よりも学校の名誉や自己保身を優先とする事なかれ主義な性格になっている。放課後の魔術師の脅迫状を一蹴していたが、桜樹の首吊り死体が発見された際、怯えながら「私の責任ではない」と発言をしていた。「首吊り学園殺人事件」でも深町充（ふかまち みつる、演 - ヨースケ）が学校で首を吊って死んだ事件を揉み消したり（その為、事件が起こった事は美雪でさえも知らなかった）、他の教師から深町の死の真相や不良グループの悪事を聞いても無視し続けており、これが原因で連続殺人の引き金になってしまい、真犯人によって自身の行動が明るみに出てしまった。

PTA会長
眼鏡をかけた中年女性。「異人館村殺人事件」で初登場。
傲慢かつ嫌味な性格のモンスターペアレントで、生徒達から嫌われている 。
実は不動高校の校長と不倫関係であり、息子の推薦入学を頼んだ。ラブホテルから出るところを一に撮影され、弱みを握られてしまう。

緒方夏代（おがた なつよ）
声 - 富沢美智恵
音楽教師であり、演劇部顧問。「オペラ座館殺人事件」で登場。
セクシーな容姿の女性で、手の指に赤いつけ爪を付けている。一を問題視扱いしている教師の中で、一の真の才能を見抜いている。
オペラ座館で教え子2人が殺害され、その殺害トリックを知ってしまった事でファントムに殺害される。遺体（原作では全裸、アニメ版では着衣のまま）は水が出しっぱなしの浴槽に入れられた。
アニメ版ではオペラ座館専属のシェフになっており、代わりに後述の月島亮二が演劇部顧問として登場している。客の品を勝手に借りる悪癖があり、黒沢に度々注意されていた。
ドラマ版では未登場。

月島亮二（つきしま りょうじ）
声 - 堀川亮
月島冬子（つきしま ふゆこ、声 - 深見梨加 / 演 - 園田亜希子）の兄で、演劇部顧問。アニメ版「オペラ座館殺人事件」のみに登場したアニメオリジナルキャラクターであるが、容姿はアニメ版未登場の有森裕二がモデルになっている。
妹である冬子を溺愛するあまり、冬子の日記を持参しており、それが事件に大きく関わっていた。
エピローグでは神矢修一郎（かみや しゅういちろう、声 - 高木渉）の墓参りのために学校をサボる一と美雪の事を黙認している。

不動高校数学教師
眼鏡をかけた中年教師。「オペラ座館殺人事件」で初登場して以降、何度か登場している。
一を問題視している。本名は不明だが、「雪霊伝説殺人事件」にて「ノモッツァン」というあだ名がある事が判明している。また「雪鬼伝説殺人事件」にて、一がIQ180という事を初めて知る。
ドラマ版・アニメ版ではどちらも未登場。
「きんにゃいち少年の事件簿」では一のサボり癖を見抜いており、砂入りトイレを用意していた。

蝶田（ちょうだ）
不動高校体育教師。「亡霊校舎の殺人」で登場。
物語の冒頭でのぞきをしようとした一に制裁を下した。

吉長（よしなが）
不動高校教師。一と美雪のクラスの担任。「雪鬼伝説殺人事件」で登場。
一の落ちこぼれぶりを聞いても朗らかに接する。

## 主要人物の親族

### 金田一一の親族
金田一耕助（きんだいち こうすけ）
演 - 不明（初代）
日本を代表する名探偵・金田一耕助その人。一の母方の祖父。当初は「名探偵・金田一耕助」と一の紹介で名前が出ていたが、後に「かの名探偵」とぼかした言い方にされることが多くなった。『金田一37歳の事件簿』では再び名前が登場し、一の祖父と紹介されている。
一は耕助から探偵としての推理力・観察力の他、手品や囲碁などの才能も受け継いでいる。作中では連載第一話目からその存在が幾度となく語られているが、実際に姿が描かれたのは連載から21年が経過した2013年「雪鬼伝説殺人事件」が初めてであった。ただし、首から上は描かれていないため、素顔は現在も不明である。原作の「露西亜人形殺人事件」のセリフから戦後間もなく起きた「獄門島」での事件を解決したと称されている。また彼の妻、つまり一の母方の祖母に関しては亡くなっているということ以外は明確になっていない。
ドラマ版では「金田一少年の事件簿 永久保存版」にのみ登場。「ジッチャン子」だった幼少時の一に推理や手品を教えており、事件現場に一を連れて行くこともあった様子。その後一と別れ単身で渡米している。こちらにおいても素顔ははっきりとは映されておらず、演じていた俳優も非公表である。
アニメ版では未登場。

一の母
声 - 潘恵子（アニメ） / 川村万梨阿（CDブック）
演 - 室井滋（2代目）
「雪夜叉伝説殺人事件」で初登場。名前は不明。
専業主婦。公式ガイドブックにて、金田一耕助の実の娘であることが明かされている。血液型はB型。
若い頃は今の息子同様、素人探偵のようなことをしていたらしく、事件解決の経験もあるらしい。容易に一を出し抜いたり、ノセたりもしている。美雪とは非常に仲が良く、たまに一緒に買い物に出かけることもある。夫とは、短大時代にテニスのサークルで出会った。「金田一少年の全事件簿」によれば「何かの事件を通して今の夫と知り合った」とのこと。
「秘宝島殺人事件」と「首吊り学園殺人事件」では母の誘導がきっかけで、一は事件に遭遇することになった。
ドラマ版は「魔術列車殺人事件」で登場しカニ食べ放題ツアーのチケットをくすねた一を北海道まで追いかけて来ており、「速水玲香誘拐殺人事件」では直接登場はしなかったものの玲香の初恋相手を探す番組に一を無断で出演させている。
CDブック版のショートエピソードでは主役を務め、冒頭に息子の決め台詞でもある「じっちゃんの名にかけて!」と決めるが、一から「父ちゃんだろ!」と突っ込まれており、同エピソードでは一と美雪が勉強をサボってゲームで遊んでいたことを見抜いている。
「金田一少年の1泊2日小旅行」では顔が描かれていない。エドワード・コロンボ（声 - 塩屋翼）から送られた剣持の蝋人形を一の所に持ってきた際に登場している。
「きんにゃいち少年の事件簿」では顔付きで登場。一に対して彼が猫化するまでのことに対する本音を二三共々言っていた。その後一と明智が入れ替わっていることを知り、それに対しては無反応だった。

一の父
「秘宝島殺人事件」で初登場。母とともに名前は不明。
中小企業に勤務するサラリーマン（勤務先は「鬼火島殺人事件」によると保険会社、「金田一少年の全事件簿」では輸出を主に扱う中規模商社となっている）。事件に関係することはなく、セリフも大抵一言程度で終わっている。
一の太眉は彼からの遺伝である。母曰く「そろそろ定年」。ドラマ版、アニメ版ではどちらも未登場。

金田一丙助（きんだいち へいすけ）
声 - 長島雄一
一の母方の叔父で、二三の父親。なお、一の母は耕助の娘であるため、丙助も耕助の息子で、一の母の弟であり、二三も耕助の孫ということになる。ただし、公式データでは二三が耕助の子孫であるかどうかは明確にされていない。
長野で「コテージ・ラビット」というペンションを経営していたが、殺人事件が原因で潰れ、さらには一人でチベットに「謎の空中都市・シャングリラ」を探しに行ったため、二三が一の家に居候することになる。アニメ版ではコテージの改装に手間取っている事から、二三が一の家に居候する展開に変更された。ドラマ版では未登場。

### 七瀬美雪の親族
美雪の両親
声 - 西原K太（父）、尾小平志津香（母）
「学園七不思議殺人事件」で初登場。父母共に名前は不明。
娘の幼馴染である一の名前を呼んでおり、一も美雪の両親であると気づいていることから面識がある。
父親の出番は「学園七不思議殺人事件」のみで、母親は「悲恋湖伝説殺人事件」と「金田一少年の殺人」にも登場。
「1泊2日小旅行」では母親が大きく母と書かれた紙を顔に貼り付けて登場し、一と美雪の会話から大人の階段を上がったと誤解して激しく動揺していた。
初代ドラマ版では演者は不明だが、「学園七不思議殺人事件」に登場していた。

美雪の従姉妹
美雪の従姉妹。
「異人館村殺人事件」で存在が語られ、美雪は従姉妹から貰ったドレスで時田若葉の結婚式に出席した。

橘川茂（きっかわ しげる）
声 - 蓮透
演 - 小林賢二（初代）
美雪の従兄。大学生。22歳。「悲恋湖伝説殺人事件」で登場。
追試で悲恋湖ツアーに参加できなくなるが会員権は欲しいのでと美雪と一に代理を頼んだ。面倒なことを他人に押し付けたり、美雪に対しセクハラ的な行動に出ていたこともあり、あまり好印象を持たれていなかった。
3年前のオリエンタル号の沈没事故で助かるがイニシャルがS・Kであったため、遠野に呼び出されて惨殺されて、顔をズタズタに潰され、身代わりの死体にされてしまう。
ドラマ版では美雪の従兄設定はなく、一と美雪のクラスメイトとして登場。自身の名義で悲恋湖ツアーに参加する男を呼ぶ条件で参加する権利を美雪に1万円で売った。

七瀬修一（ななせ しゅういち）
美雪の再従兄。18歳。美雪から「修ちゃん」と呼ばれる。「幽霊剣士殺人事件」で登場。
小学生の頃からフェンシングをやっており、期待視されている人物。一と美雪が大会を観戦しに来たが、途中で明智が現れ、過去話をしだしたため、それ以降出番は無く、試合結果も描かれなかった。
アニメでは未登場で、代わりに剣持の甥「カツオ」が登場した。

### 剣持勇の親族
剣持和枝（けんもち かずえ）
声 - 皆口裕子
演 - 笛吹雅子（2代目）
剣持勇の妻。「飛騨からくり屋敷殺人事件」で初登場。
茜島のホテル「レッドサンリゾート」でバイトをしていた時に3人組の男に絡まれた際、勇がその3人を投げ飛ばして助けたのが2人の馴れ初め。
強気で見栄っ張りな面もあるが、基本的には夫想いの芯の強い女性で、なかなかの美人である。勇は彼女には頭が上がらない様子だが、基本的に夫婦仲は良く、2人の間には子供が3人いる。「錬金術殺人事件」では株に失敗して家のローンの支払予定のボーナス分が損失する大ピンチを招くが、懲りずに株を続けた結果、大成功を収め損失分を取り戻した。
「金田一少年の1泊2日小旅行」では本編以上に切れると手がつけられない人物であり、夫のキャバクラ通いに対して締め出しを喰らわせ、彼が根来に迫った際、足蹴にした上に制裁を加えた。
「金田一37歳の事件簿」でも夫婦仲は相変わらずで、警官退職後も変わらず体を鍛える夫を、呆れつつも優しく見守っていた。
ドラマ版では「幽霊客船殺人事件」以外、アニメ版では「剣持警部の殺人」以外の話にはそれぞれ出ていない。

カツオ
アニメオリジナルキャラクター。剣持の甥。七瀬修一の代わりにフェンシング大会に出ていた。
役割はほとんど同じだが、アニメでは事件の話は美雪だけが聞いており、一と剣持に応援されている。

ヨシオ、ミヨコ、トモコ、カズオ
剣持警部の弟の子供たちで、彼の甥と姪。「電脳山荘殺人事件」に登場。女子2人は双子。ヨシオは9歳、女子2人は7歳、カズオは5歳。
伯父である勇から一たちの活躍を聞かされていたようで、初対面の一と美雪にすっかり懐いてしまった。

### 明智健悟の親族
明智省吾（あけち しょうご）
明智の父親。「蝋人形城殺人事件」で登場。原作では息子と同じ銀髪だがアニメでは黒髪。
既に故人であり、姿が描かれたのは写真内のみ。息子と同じく刑事（階級は不明）で、明智曰く「昔ながらの堅物の刑事」だが明智との親子仲は基本的には良く、休みの日には一緒に釣りに行ったりしていた。
三億円事件（アニメ版とドラマ版では四億円事件）を追っていたが努力の甲斐もなく、時効を迎えてしまい、責任を取るかのように退職。その後、亡くなる。父の無念である未解決事件は父の意思を継いだ明智が蝋人形城殺人事件を経て、真相が明かされた。事件後、明智は父の遺影の前で祝杯のワイン（三億円事件が起きた年の1968年製）を挙げた。
ドラマ版では四億円事件関連の設定は剣持の父親に変更されている。
「明智警部の事件簿」で名前が初めて明かされる。警視庁刑事部部長・斉藤吉継（さいとう よしつぐ）と元警視庁人事部部長・藤原玄道（ふじわら げんどう）は同期。

明智の母
明智の母親。夫と同じく警察官。本編には未登場で、作者によると物語開始時点で既に故人である。
明智の容姿と頭脳は彼女譲りである。

### 高遠遙一の親族
近宮玲子（ちかみや れいこ）
声 - 小山茉美
演 - 金久美子（2代目）
「魔術列車殺人事件」で登場。すでに故人であり、回想内のみの登場である。
「幻想魔術団」の前身である「近宮マジック団」の団長。日本のマジック界で一、二位を争う有名なマジシャンで奇術界の女王と言われた。息子は高遠遙一。マスコミ嫌いのため、メディアにはほとんど出ていなかった。
彼女は自分が思いついたトリックをノートに書き記し、「トリック・ノート」と呼んでいた。このノートは息子の高遠のために残していたものだった。しかし、オリジナルのトリックを横取りしようとする弟子の魔術団員たち4人（ジェントル山神〈山神文雄〉（ジェントル やまがみ（ふみお）、声 - 関根信昭 / 演 - Mr.マリック）、ノーブル由良間（ノーブル ゆらま、声 - 檜山修之 / 演 - 村井克行）、マーメイド夕海〈山神夕海〉（マーメイド ゆみ、声 - 大川千帆 / 演 - 井上晴美）、ピエロ左近寺（ピエロ さこんじ、声 - 鈴木勝美 / 演 - 井上順））にリハーサル中に誘い出され、左近寺の仕掛けた罠により転落死する。享年45。この転落死はリハーサル中の事故として処理された。死ぬ直前に高遠宛にトリック・ノートを送っていた。
原作では近所の公園で出会った高遠に様々な手品を無料で見せて喜ばせ、「マジシャンはトリックを見破られたら、静かに幕を下ろす」こだわりを教えた人物である。優しく気さくな人格者である反面、自身のノートが弟子たちに狙われていることに感づいていたため、所持していたノートに息子に送った物には書いていなかった「欠陥トリック」を書き加えていた。「欠陥トリック」とは舞台上でマジックを実行することである仕掛けが作動し、術者が危険に晒されるというトリックを含んだものであり、ノートを奪った者が死の制裁を受けるようになっていた。そのため、ノートを奪った弟子・ピエロ左近寺がそのトリックを本番で使ったために死亡することになった。高遠曰く「近宮のフィナーレを飾らせた」とのこと。また復讐のためにノートに「欠陥トリック」を書き残すという罠を残していたことは、息子の高遠が「犯罪芸術家」の道に進ませることを肯定させる口実になってしまった。なお、息子とは見た目も性格も似ていないことが『高遠少年の事件簿』で明らかになっている。
劇中ではひょんなことから明智と友人となっており、そのことがトリックノートが彼女の所有であることを裏付ける重要な証拠となった。
ドラマ版では剣持の幼馴染みであることになっており、普段は明るく気さくな性格だが「日本のマジック界の第一人者のひとり」であることでプライドが非常に高い人物として描かれている。「地獄の傀儡師」は元は彼女の別名でもあった。劇団をワンマン的に取り仕切り、マジックの技量や取り組みがまだまだ甘い弟子たちに対し、厳しく接するが「もう少し仲間の自分たちを信じて欲しい」という左近寺に面と向かって「私がいつ弟子だと言ったの？ あなたたちは道具よ!」と言い放ち、弟子たちに殺意を抱かれるほどに恨まれてしまう。

高遠の父
声 - 木村雅史
演 - 石塚運昇（4代目）
高遠遙一の父親。現在は故人で近宮同様、回想内のみに登場。「魔術列車殺人事件」では貿易関係の会社に勤める商社マンと語られたが、「薔薇十字館殺人事件」ではイギリスで貿易商をしていたと語られた。
高遠曰く「堅物の仕事人間にして、自分以外にも完璧を求める完璧主義者で家族サービスも無縁のような人」。その一方で高遠への情が皆無だったわけではなく、近宮のマジックショーに連れて行ったりしていた。高遠の養育に関しては放任主義であったが、余りにも自由奔放な行動をする高遠に暴言を吐くこともあった。高遠はそんな父親を好いていなかったが、完璧主義者な面は受け継いでおり、アニメ版で描かれた父の葬儀ではどこか寂し気な表情を浮かべていた。
実は高遠とは血の繋がりはなく、高遠自身も幼い頃から「自分は父親とはまるで似ていない」と感じており、父は異母妹の存在を知っていたなど、血縁上の実父は別にいることを匂わす発言をしている。養父は高遠の実父と思われる人物を「あの悪魔」と表現しており、高遠自身も高校時代の事件について「僕の宿命」と述懐している。

### 速水玲香の親族
玲香の実父
速水玲香こと梓と小城拓也の実父。「タロット山荘殺人事件」で登場。すでに故人であり、回想内のみの登場である。
15年前、拓也と梓が速水雄一郎に誘拐され、身代金を持って速水と会うが、警察を呼んだことがバレてしまい、ナイフで脅された状態で車の運転をさせられる。十字路で前を横切った車と衝突し、隙を見て拓也を外へ逃がすが、速水に布で首を絞められ死亡する。彼の遺体は十字路に捨てられ、車の中にいた梓はそのまま速水に連れ去られた。拓也と梓は父の死が原因で幼い頃の記憶を失った他、トラウマで首にネクタイやマフラーを身に着けることができなくなった。
初代ドラマ版とは世界観が違う2代目ドラマ版では、男手ひとつで玲香を育てたが彼女が中学生の時に他界したことになっている。

三田村圭子（みたむら けいこ）
声 - 土井美加
演 - いしだあゆみ
玲香の母。ベテラン女優。「速水玲香誘拐殺人事件」に登場。45歳。福岡県福岡市博多区出身。
厳しくも優しい性格で美雪と玲香が一を挟んでトラブルを起こしたときに2人を諫め、鏑木プロの社長の鏑木葉子（かぶらぎ ようこ、声 - 鈴木れい子 / 演 - 浅香光代）が身代金の1億円を「もったいない」という理由で出そうとしなかった際、彼女の代わりに玲香たちの身代金を用意した。また、玲香への見舞いに手作りの明太子のおにぎりを差し入れしている。
アニメ版ではその理由を「この話が美談として広まれば大きな仕事が入ってくるから」と語っていたが実はスキャンダルを呼び、玲香にさらなる苦労をかけることを見越していたので一にはもちろん、玲香自身にも明確な事実を告げることはなかった。
玲香を金儲けの道具扱いした挙句見捨てようとした鏑木たちに、嫌悪感を示している。
ドラマ版では用意する理由が「出演するドラマを中止にさせたくない」になり、一が身代金の受け渡しに失敗し落胆した時は彼女なりに気遣ったり、解決後に玲香が「将来いい女優になる」と素質があることを見抜く様子を見せた。また「玲香の母親では？」の問いかけに対しては「想像に任せる」と答えている。

玲香の息子
玲香の息子。『金田一37歳の事件簿』の「函館異人館ホテル新たなる殺人」で言及される。玲香曰く「もうすぐ高校卒業」とのこと。父親は、自身が玲香のお腹の中にいた時に殺人事件を起こし、一の推理で真相を暴かれ逮捕されている。現在は札幌で、仮釈放された父と玲香と3人で暮らしている。

玲香の婚約者
玲香の婚約者。『金田一37歳の事件簿』の終盤で言及される。かつて玲香と結婚の約束をしていたが、彼女が自分の息子を妊娠している時に殺人事件を起こし、一の推理によって謎を解かれ逮捕された。その後、懲役20年の判決を受けて服役し、一が課長に昇進した頃に仮釈放。現在は札幌で、玲香と息子と3人で暮らしている。

### 佐木竜太及び竜二の親族
佐木連太郎（さき れんたろう）
佐木兄弟の父。「佐木映像」の社長。「金田一少年の殺人」で初登場。
息子たちと同じく変わり者であり、近代建築と廃墟の撮影が趣味。愛犬ゴンと共に現世に残された下の息子を温かく見守っている。
亡き竜太も見守っている姿が「不動高校学園祭殺人事件」で一が犯人を自白に追い込むためのトラップとして使ったデジカメで撮影されており、心霊写真となっている。

佐木良子（さき りょうこ）
佐木兄弟の母。コミックス19巻の目次で初登場。
息子たちと同じく変わり者であり、アンティークと小動物の撮影が趣味。愛犬ゴンと共に現世に残された下の息子を温かく見守っている。

## 犯罪者
基本的に複数の作品に登場した人物のみ記述する。高遠遙一については高遠遙一を参照。
怪盗紳士（かいとうしんし）
声 - 百々麻子（アニメ） / 吉田小南美（CDブック）
演 - 児島未散
「怪盗紳士の殺人」に初登場。
世間を賑わせている神出鬼没の絵画泥棒。「紳士」を名乗っているが、性別は女性である。
同じ犯罪者としての一のライバルである高遠と異なり陽気な性格。茶目っ気で愉快犯的な部分が多々あり、価値ある芸術作品を何らかの形で「モチーフごと」盗む怪盗である。盗品の総額は、現金に換算すると50億円は下らないと言われている。殺人など血を見るような凶行や、何の芸もない破壊行為などを大変嫌っており、銃で相手を脅して動きを封じたり、警察を撒くためにパトカーに事故を起こさせたりすることはあるが、その際にも相手が致命傷を負うような事態にならないように配慮している。盗みは基本的に彼女一人で行うが、アルファ、チャーリーなどの大勢の部下を引き連れており、彼らがピンチになった彼女を援護する事もある。現場からの脱出手段としてヘリコプターや潜水艦（アニメ版）を利用する。
本名・年齢・素顔などは不明だが、ロングヘアであり、長身かつかなり均整の取れたプロポーションを有することだけは明らかになっている。顔のシルエットは美雪に似ている。変装の達人であり、人に顔を見せるときは、とある事件の際に使った、美術雑誌記者「醍醐真紀（だいご まき）」という人物の姿に変装している。自身も真紀の顔を気に入っていると発言しており、その後も別の変装の下に「醍醐真紀」の顔をしつらえている。一度ではあるが、アニメ版の「死神病院殺人事件」で本物の「醍醐真紀」と同船したことがあり、明智と緊張感に満ち溢れた時間を過ごした。
初登場時には、自分の名を騙って犯罪を行っている者を突き止めるべく、醍醐の姿になって蒲生剛三（がもう ごうぞう、声 - 矢田耕司 / 演 - 深水三章）画伯のアトリエに潜入。名画「我が娘の肖像」を盗み出すことに成功するが、一に騙されて複製画を掴まされる（ドラマでは絵の下の隠し絵が一の落書き画という設定）。
一を負かすことができる数少ない犯罪者でもあり、「怪盗紳士の殺人」で一に犯行を阻止されながらも事件後に仕返しで大量の石を載せた籠を背負わせて放置する、「怪盗紳士からの挑戦状」では一の報酬を盗む（アニメ版ではカット）「錬金術殺人事件」では金塊を全て横取りする、「消えた金メダルの謎」では金メダルを盗むなど、何度も出し抜いている。一がその仕返しの度に負け惜しみを吠えるシーンが、彼女が拘わった事件のオチの定番となっている。その一方、第1期最終話でタクシーの運転手に扮して一と接触した際には、一に報酬を盗んだことを持ち出されて、友人同然に旅費のカンパ金を払わされている。
実は高遠同様、本作に登場する犯罪者の中で最も一に執着している人物で、一と遊ぶために玲香になりすまし、展覧会におびき寄せたこともあった。
「金田一少年の1泊2日小旅行」では一に変装し美雪を困惑させるが、本物の一が美雪の恥ずかしい秘密を口にしたことで、正体を見破られる。それにより、一と美雪が喧嘩している隙に吉良の絵を持ち去ることに成功するが、持って行ったのが和泉宣彦の「ラベンダー」の盗作である「ラベンダー？」だったため、画商の鑑定により贋作と判断された。
アニメ版「怪盗紳士の挑戦状」では、西山海里画伯の娘である森京香（もり きょうか、声 - 三石琴乃）に彼の作品でターゲットでもあった「朝日のあたる家」が渡るように取り計らっており本作品の多くの犯罪者に共通する複雑な内面を持ち合わせることが示唆されている。またその際「いい絵とは、持つべきものが持ち、見るべき人に見られてこそ、存在価値があるのかもしれない」や「その絵をあるべき場所に返さなければ許さない」と発言している。
ドラマ版は初代の「怪盗紳士の殺人」のみの登場であり準レギュラーではない。

遠野英治（とおの えいじ）
声 - 中原茂
演 - 大沢健
私立不動高校3年。昨年までは生徒会長も務めていた。「悲恋湖伝説殺人事件」にて初登場。
豪華客船「オリエンタル号」の処女航海で起こった沈没事故で幼馴染の恋人・小泉瑩子（こいずみ けいこ、声 - 中川亜紀子 / 演 - ともさかりえ）を縋りついた救命ボートから突き放して死なせた人物が緊急避難で裁かれないと知り、瑩子が手にしていたS・Kのイニシャル入りのストラップから乗船客のS・K9人（ドラマ版では7人）全員を殺害する計画を立てて実行に移す。ジェイソンの異名を持つ殺人犯の刀丸猛人（とうまる たけと）が脱獄したという偽ニュースを流し、ジェイソンによる犯行に見せかけていき、自身の死も演出した。全員を手にかける前に一に犯行を暴かれるが、動機を告白したことで、医師の甲田征作（こうだ せいさく、声 - 梁田清之 / 演 - 峰岸徹）が名乗り出て、真の標的が彼だと知り殺そうとするが、瑩子と瓜二つだった美雪に説得された際に瑩子の姿を重ねて動揺し、ボート（原作・アニメ：モーターボート、ドラマ：手漕ぎボート）で逃走を図る。そして湖の中程でボートは爆発、行方不明になる。遺体は上がらなかったものの、警察は事故死と断定。
事件後、一と美雪はいつき（ドラマ版では剣持）から瑩子は遠野の血の繋がった実の妹であったことや悲恋湖伝説の恋人たちも実の兄妹だったことを知らされる。遠野自身も「決して結ばれない愛だと分かっていた」と漏らすシーンがあり、どこまでも悲恋の結末であった。
原作では6番目の長編であるが、アニメ版及びドラマ版では「学園七不思議殺人事件」に次ぐ2番目の事件となった。
深山日影（みやま ひかげ）
声 - 鈴木琢磨
悲恋湖の事件より半年後のエピソード「黒死蝶殺人事件」にて、遠野に容姿がよく似た人物が金沢にいることが判明する。一が素性を問い詰めると、ある日大火傷を負って倒れているところを通りすがりの人間に発見され助けられたこと、過去の一切の記憶を失っていること、背中に蝶の形の火傷痕が残っていることから蝶の研究者・斑目紫紋（まだらめ しもん、声 - 長島雄一 / 演 - ムッシュかまやつ）に気に入られ、「深山日影」という新しい名前を与えられ助手として生活を送っていたとの事実を告げられる。事件では容疑者として一度は逮捕されかけるも一の真犯人追及によって釈放。その後、事件を通じて思いが通じ合った斑目揚羽（まだらめ あげは、声 - 山口由里子）と結婚した彼をいつきは遠野であると感じつつ「これで良いのか？奴はあの…」と尋ねるが、一は「これで良いんだよ…これで…」と複雑な心情を覗かせながらも祝福することにした。
原作者は深山の素性について、「遠野だとははっきり言っていない」としてはぐらかしている。『犯人たちの事件簿』では遠野のみ他の犯人と違って生死を明確にしないまま終わっている（他の犯人は最後は必ずあの世か刑務所からインタビューに応じるが、遠野は悲恋湖の湖底からだった）。スピンオフ『犯人達の事件簿』では、編集部内でも彼が遠野であるかどうか意見が分かれており（設定時点で同一人物かどうか確定しておらず、各編集者の解釈に任されていた）、リアルタイムでの編集担当は遠野だとみなして、「遠野は生きていた!!」との煽りまで入れていたと語っている。結局、深山が遠野と同一人物かの結論は出なかった為、『犯人達の事件簿』では終始ぼかして描かれている。
しかし、その後の現在において最新の「37歳の事件簿 公式ガイドブック」では、「ジェイソン・遠野英治の新たなる人生」と題した同一人物であると断定するコラムが掲載されている。
ドラマ版では「悲恋湖伝説殺人事件」と「黒死蝶殺人事件」は別の設定で繋がっていないため深山は未登場であり、助手としての役割は小野寺将之〈須賀徹〉（おのでら まさゆき（すが とおる）、声 - 緑川光 / 演 - 本宮泰風）、スケープゴートとしての役割は原作の六波羅和馬（ろくはら かずま、声 - 千葉進歩）を変更した六波羅舞子（ろくはら まいこ、演 - 佐藤仁美）がそれぞれ担っている。
「1泊2日小旅行」では揚羽と結婚し、幸せな新婚生活を過ごしていたが、一が再び出会った際には絵に描いたようなDV夫になっていた。実は記憶喪失で過去を思い出せない不安から揚羽に辛く当たっていたが、美雪の必死の説得によって過去を思い出し、揚羽と幸せな関係を取り戻した。

千家貴司（せんけ たかし）〔2代目ドラマ：千堂恭子/百恵（せんどう きょうこ/ももえ）〕
声 - 菊池正美
演 - 山田優（千堂恭子/百恵）
一と美雪の小学校からの友人。額の真ん中にホクロがあるのが特徴。不動高校2年5組。年齢は17歳。
「首吊り学園殺人事件」にて初登場。同事件では一や美雪と行動を共にし、生前いじめに遭っていた深町充（ふかまち みつる、演 - ヨースケ）を見て見ぬふりをしてしまったことを2人に告白した際には「自分も殺されるのでは?」と怯えていた。その後も短編「誰が女神を殺したか?」やおまけ漫画「KMR」にも登場していた。
恋人で犬のトレーナーである水沢利緒（みずさわ りお、声 - 岩男潤子）は不治の病で半年しか生きられない身体であった。そこに目をつけた医学部の萬屋透（よろずや とおる、声 - 竹若拓磨 / 演 - スマイリーキクチ）、参道麻衣（さんどう まい、声 - 松谷彼哉 / 演 - 三浦早苗）、百田梅男（ももた うめお、声 - 山崎たくみ / 演 - 田口浩正）、薬学部（ドラマでは医学部）の渡辺鐘（わたなべ あつむ、声 - 中村秀利 / 演 - 岡本光太郎）の4人の学生達により非人道な人体実験をされて彼女は命を落とす。彼らは利緒の死に後悔を抱くどころか「たかが半年しか生きられない患者だったんだ」と彼女を侮辱する発言をするが、それを偶然聞いた千家は復讐を決意（ドラマ版では不治の病ではなく普通の入院患者で、人体実験に加え生死が賭けの対象にされていた）。廃墟となった研究所での合宿計画を突き止め（アニメ版では遺伝子操作の資料の情報を流して研究所に集めた）、利緒が引き取って調教していた犬達を操り事件に携わった学生達を次々と殺害していった。真相を暴かれ全てを告白した彼は最後の1人を殺害しようとするも犬達が言うことを聞かなくなり、最終的には一の説得と利緒の幻影を感じ取って自首。一との別れ際「ありがとう」と彼に礼を言い、一から「またな」と返事をされながら、連行されていった。アニメ版では逮捕シーンはカット。現在は少年院に服役中。その後、唯一生き残り以前から後悔に苛まれていた百田も警察に自首し、取り調べで全てを告白。人体実験をもみ消そうとした（ドラマ版では患者を医学生たちに渡した）被害者の一人、萬屋の父が経営する病院も社会的制裁を受ける事になった。ドラマ版では剣持が警察の介入を示唆している。
一にとって最も犯人であることを認めたくなかった人物の1人であり、親友の豹変を誰よりも悔しんでいた。彼が犯人と判明した際には、読者から数多くのクレームがきたことがガイドブックで明らかにされている。アニメでは「魔犬の森の殺人」にしか登場していない。また、アニメでは事件最終日が自身の誕生日と言っている。
「金田一くんの冒険」では、第2話に登場。6年1組の生徒にして、生徒会長。一や美雪とはクラスが異なるが仲は良く、一に対抗心を抱いていたり、美雪に憧れていたことも描かれた。
「犯人たちの事件簿」では犬の調教に手間隙をかけており、毒キノコでラリったフリをしていたことが発覚した。その際毒キノコを使って美雪とのエッチな展開を目論んだ一の身勝手さや非常識ぶりを嘆いていた。それでもなお一を友人だと思っており、インタビューでは「金田一によろしく」と言い残した。本編の一億部突破記念の番外編でも、一を祝う気の無い他の犯人たちから「シリーズが一億部を突破したのは金田一のおかげだと思う」と彼をかばっていた。
ドラマでは千堂恭子（せんどう きょうこ）という女性に変更されているが、不動高校の生徒であることや一と美雪の友人でサブレギュラーキャラであることは共通している。部活動ではミステリー研究会に所属。彼女を説得する役目は美雪に変更されている。当然、恋人の水沢利緒に当たる人物は名前不明だが男性に変更されている。なお、恭子は同事件直前に付けられた名前でレギュラー登場時は千堂百恵（せんどう ももえ）であった（変更は名前の数字が事件の重要なヒントのための配慮）。

井沢研太郎（いざわ けんたろう）
声 - 内山昂輝
一の小学生時代の友人。栗色の髪（アニメ版では桃色）が特徴的な少年。年齢は17歳。コンピューターのプログラミングに長けた天才。明るく社交的な性格で、リーダーシップがある。千家貴司に続き過去の事件で登場したキャラクターの真犯人である。
10年前に軽井沢へスキー旅行に行った時、家族（両親と妹）が借金苦を抱える男たちに拉致され、マイホームの契約資金3000万円を奪われてしまう。家族はその後眠らされて暖房をかけたままの自動車に放置され、本来なら薬の効き目が切れれば眠りから目覚めるはずだったが、運悪く大雪で排気管が詰まり、排気ガスの逆流により一酸化炭素中毒で死亡。研太郎一人だけは風邪のためにホテルにおり、難を逃れることができた。家族が亡くなった後は施設に送られたが、彼の才能を見抜いた絵馬龍之介（えま りゅうのすけ）の計らいで、邪宗館で生活することとなった。
邪宗館での事件後にプログラミング会社を起業するが、高遠からのメッセージにより家族の死の真相を知り、復讐を誓った。火祀青龍（ひまつり せいりゅう、声 - 岩崎ひろし）・九曜〈丸島九曜〉（（まるじま）くよう、声 - 宮野真守）・暁〈間田暁〉（（あいだ）あきら、声 - 及川いぞう）を黒瓜鬼門（くろうり きもん）から呪いを教えられた火祀星子〈花木星子〉（ひまつり（はなき） ほしこ、声 - 朴璐美）がかけた呪いに見立てて殺害。最後の標的の星子を刺殺しようとしたが、一が身代わりになったことと家族以外で自分のことを思ってくれる人がいることを知ったことで改心する。一は一命を取留めたが、研太郎が犯人だったことに心を痛めており、入院してから、しばらくの間は美雪をもお見舞いに来させなかった。
「犯人たちの事件簿」では高遠に一を呼ぶように言われたことに対して何度も抗議したが「それは美しくない」と言われて呼ばざるを得なくなったことが描かれていた。また、犯罪に美を見出す高遠に対して「犯罪は芸術なんかじゃない」と内心つぶやいていた。また、根っからのオカルトオタクの星子や友人相手にも容赦の無い一に対しても引く描写があった。

### ファントム
『金田一少年の事件簿』に度々登場する『オペラ座の怪人』のファントムの見立て殺人を行う犯人の総称。それぞれ別の犯人であるが、孤島「歌島」の「オペラ座館」の事件の犯人という共通点がある。
有森裕二（ありもり ゆうじ）〔初代ドラマ：有森裕（ありもり　ゆう）〕
演 - 小橋賢児
不動高校二年生。演劇部兼美術部。「オペラ座館殺人事件」の犯人。恋人は月島冬子。
神矢修一郎（かみや しゅういちろう）
声 - 高木渉
不動高校二年生。演劇部。「オペラ座館殺人事件」の犯人。有森裕二に代わるテレビアニメ版でのファントム。恋人は月島冬子なのも同じである。
能条光三郎（のうじょう こうざぶろう）
声 - 平田広明
劇団「幻想」の看板俳優。小説版並びにアニメ映画第1作「オペラ座館・新たなる殺人」の犯人。黒沢美歌の元婚約者で現在は真上寺聖子（能条聖子）の夫。アニメ映画第1作では聖子は婚約者のままになっている。
加奈井理央（かない りお）
声 - 大谷育江
劇団「幻想」の若手ナンバーワン女優。正当防衛によるアニメ映画第1作「オペラ座館・新たなる殺人」での能条光三郎との共犯者。もう一人のファントム。滝沢厚に黒沢美歌に似てきたと言われている。
湖月レオナ（こづき レオナ）
声 - 折笠富美子
演 - 山本舞香
劇団「遊民蜂起」の若手ナンバーワン女優。「オペラ座館・第三の殺人」の犯人。恋人は霧生鋭治。
麻生早苗（あそう さなえ）
婚活ツアーに参加した看護師。
「第四のファントム」にして「アルテミス」。「歌島リゾート殺人事件」の犯人。詳しくは#オリンポス十二神を参照。

### オリンポス十二神
『金田一37歳の事件簿』に登場する、地獄の傀儡師・高遠遙一が率いる犯罪組織。高遠自身がその生き様や犯罪のセンスを評価して厳選した幹部11人と、彼らの指示に従って動く手下達で構成される。トップの高遠と11人の幹部には、ギリシャ神話の神々「オリンポス十二神」の名のコードネームが付与されている。ただし、幹部たちはあくまで、高遠からは犯罪計画の立案や犯行準備などの手助けを受けているだけである。加えて、組織について警察に必要以上の情報を漏らした者は、高遠から指示を受けた他のメンバーの手で容赦なく粛清される。一と親しい人間を巻き込むこともある。高遠に目を掛けられているため、現時点で登場している幹部たちは表面上は普通ながらも、人間性が何処か異常な者が多い。
組織内では「金田一一に挑戦しその推理を凌駕できた者こそが、ゼウスこと高遠遙一と肩を並べる資格を手にする」とされている。そのため、十二神がかかわる事件の舞台に一を誘導するために一の職場にヘーパイストスが潜り込み、庶務の氷川鏡美を組織に協力させている。
ゼウス
ギリシャ神話の最高神で、「天空」の神。
オリンポス十二神のトップ。警戒厳重な特別拘置所に収監されている。当初は本などに暗号を仕込んで外部の部下達とやりとりしていたが、アレスの手引きで脱獄した。
※詳細は高遠遙一を参照。

アルテミス / 麻生早苗（あそう さなえ）
ギリシャ神話の「貞操」の女神。
「歌島リゾート殺人事件」の真犯人。27歳。看護師。表向きは控えめで優しい性格だが、本性は極めて残忍かつ狂暴。自分にとって邪魔な人物は、誰だろうと容赦なく殺そうとする。柔道の達人でもある。
事前に綿密な犯罪計画を立てるタイプではないが、周囲にあるものを利用して瞬時に巧妙なトリックを考案できるほどの犯罪センスを持つ。しかし、指紋などの証拠の隠滅には無頓着。
保険金殺人の常習犯であり、これまでに何人もの男と保険金目的で交際・結婚し、殺害してきている。その件で、警察にも重要参考人としてマークされている。
次の保険金殺人の標的を物色するために歌島リゾートのツアーに参加し、目的のために邪魔になる人物を次々と殺害。真相を暴かれた後は一とまりんをも殺害しようとしたが、そこにヘリで駆け付けた明智警視長に逮捕される。しかし、その後警察に組織の情報を漏らしたため、高遠の指示を受けた他のメンバーによって粛清された。

アポロン / 岡倉純（おかくら じゅん）
ギリシャ神話の「芸能」の神。
「函館異人館ホテル 新たなる殺人」の真犯人。30歳。俳優で、アイドルグループ「スカイウォーカー」の元メンバー。かつて婚約者がいたが、薬漬けにされて強姦された上に階段から転落して意識不明の重体になり、彼女のお腹にいた娘も流産となる。その強姦と転落事故にかかわった者達に復讐するため、組織に加入した。
巧みな心理的ミスディレクションを仕掛けて鮮やかに犯行を行っており、高遠からは「芸術犯罪の素質が十分にある」と評されていた。一に真相を暴かれ、逮捕された。当初は本当の動機を隠していたが、後日一達から婚約者の死を知らされ、本当の動機を告白した。

ヘラ
ギリシャ神話の最高位の女神で、「結婚」の女神。
現時点では正体不明で、電話の声でしか登場していない。使徒たちが起こした事件の顛末などの情報を収集しており、そのために組織外の人間を金で雇って協力させることもある。

ヘルメス / 小美野悠人（おみの ゆうと）
ギリシャ神話の「計略」の神。
「綾瀬連続殺人事件」の真犯人。29歳。ミステリー作家で、フミの恋人。15年前に起きた少年リンチ殺人事件の被害者の弟であり、兄の復讐のために組織に加入し、リンチ殺人事件の容疑者3人を殺害した。
いくつもの巧妙なアリバイトリックを駆使した複雑な連続殺人計画を実行する。駆け引きに長けており、自分の口からボロを引き出そうとする一に対して全く隙を見せなかった。証拠の隠滅も徹底しており、一をして「手ごわい」と言わしめた。一に真相を暴かれると、素直に負けを認め逮捕された。フミに託したスマホの中に「十二神ヘルメスの告白」と題した文書を遺した。

アレス / ケン・L・ベルローズ
ギリシャ神話の「戦い」の神。
プロの犯罪コーディネーター。殺人計画の立案を生業とする犯罪組織「冥王星」の元幹部で、当時は「ケルベロス」の名で活動していた。当時冥王星と敵対関係にあった団探偵学園のQクラスの生徒達を一度は敗北させたほどの、卓越した犯罪プランニング力の持ち主。また、強力な催眠術の使い手であり、催眠から覚めた後に特定の行動を取るように仕向ける「後催眠暗示」で人を自在に操れる。キーワードを使って暗示を掛けた相手を自滅に追い込んだり、記憶の一部を操作することもできる。
「首なしスキーヤー殺人事件」で犯人に殺人計画を授けた黒幕であり、自身も監視の為に事件の関係者に変装して緋尻アルプスに赴く。その一方で、高遠が収監されている特別拘置所にも潜入し、半年かけてそこの全監視員に後催眠の暗示を施し、高遠の脱獄を手引きした。
※探偵学園Qの登場人物#冥王星も参照。

ヘーパイストス / 内神田洋（うちかんだ ひろし）
ギリシャ神話の「炎」の神。
表の顔は音羽ブラックPR社の営業課課長で、一の上司。ただし、名前は偽名で顔も本当の顔ではない。性格は卑劣かつ狡猾。庶務の氷川鏡美を自身の監視の下で協力させ、他の十二神がかかわる事件の舞台に一を誘導していた。
氷川が結婚を口実に会社を退職し、組織との繋がりも断ち切ろうとしたため、一への挑戦も兼ねて彼女を天空密室トリックで殺害した。一に真相を暴かれ一度は逮捕されるが、警察署への護送中に警官に紛れていた部下の手引きで脱走。一に電話し、再び対峙することを宣言した。

## 音羽ブラックPR社
『金田一37歳の事件簿』で登場。一とまりんが務める会社。事故物件ばかりを取り扱い、警察との接触を避けるなどの社訓がある。
内神田洋（うちかんだ ひろし）
営業部営業課課長で、一の直属の上司。44歳。
一が原因で自分の査定が下がったと思い、彼をお荷物扱いして、嫌な役目（主に過去の事件絡みの事故物件）を押し付けている。鹿爪部長の前ではヘラヘラした態度で腰巾着のように振舞う。
実は「オリンポス十二神」の一人であり、コードネームは「ヘーパイストス」。一が入社した直後に中途採用で音羽ブラックPR社に入社し、一の上司となって彼を監視しつつ、十二神がかかわる事件の舞台に誘導していた。
※詳細はヘーパイストスを参照。
鹿爪 剛（しかつめ たかし）
営業部長で、内神田の上司。52歳。
寡黙でポーカーフェイスだが仕事には厳しく、部下に無言の圧を掛けてくる。氷川鏡美が殺害された事件での一の活躍を見て一目を置くようになり、内神田の後任として一を営業部の課長に抜擢した。
氷川鏡美（ひかわ かがみ）
庶務部の社員。眼鏡を掛けた知的な女性。32歳。経理に厳しく、一が提出した書類に不備があると付箋を貼り容赦なく突き返す。まりんからは「お局」呼ばわりされている。
かつて婚約者に結婚直前の段階でドタキャンされ、捨てられたことがある。その元婚約者は後に痴漢事件の被疑者として逮捕され、冤罪を主張するも認められず有罪となり、職場を解雇され最後には鬱になって自殺した。
実は「オリンポス十二神」の協力者であり、一の仕事の予定や行き先などの情報を監視役のヘーパイストスに流していた。新しい彼氏との結婚が決まったため、会社を辞めて組織との繋がりも断ち切ろうとしたが、組織の情報を知り過ぎていたためヘーパイストスに殺害される。

ユカ/チハル/メグ
営業部企画課のOL三人組。年齢はユカは26歳、チハルは28歳、メグは27歳。
かつての同級生らと同様、一をキンダニ・アホ金とバカにしている。同時に、非常に親しい一とまりんの関係を噂している。
井上（いのうえ）
常務。「綾瀬連続殺人事件」に登場。冬樹アガサ（ふゆき アガサ）と家族ぐるみの付き合い。
松浦亮二（まつうら りょうじ）
音羽ブラックPR社が入っているビルの警備員。32歳。
警備室に常駐し、ビル内の各部屋の鍵の管理や貸し出しを行っている。
鶴田（つるた）
音羽ブラックPR社京都支社長。「京都美人華道家殺人事件」に登場。白波からは「鶴さん」と呼ばれている。まだ50代のはずだが実年齢以上に老けている。
過去に若い女子社員と関係を持った事が原因で、全国の小さい支社を巡業するようになったらしい。雁流に以前から苦しめられており、一達と会うと病気のフリをして仕事を押し付けていた。
白波（しらなみ）
音羽ブラックPR社京都支社営業部長。「京都美人華道家殺人事件」に登場。常に細目な白髪の中年で、鶴田からは「白さん」と呼ばれている。まだ50代のはずだが実年齢以上に老けている。
彼も何らかの理由で京都支社に島流しにされており、禄に仕事をせずに鶴田と将棋ばかりしている。音羽ブラックPR社に不満があり、その愚痴を言っては鶴田に宥められている。なお、京都支社には鶴田と白波の2人しか社員がいない。

## 二三の関係者
星川スミレ（ほしかわ スミレ）〔アニメ：一色 スミレ（いっしき スミレ）〕
声 - 徳光由香
二三の同級生。
二三と同じく青柳に想いを寄せ、二三とよく火花を散らしている。アニメでは苗字が異なる。
短編集のおまけ漫画では、二三らとともに探偵団を結成しているが、前述のこともあり仲は良くない。

黒塚巧（くろつか たくみ）
声 - ゆきじ
国会議員・黒塚和成（くろつか かずなり、声 - 麦人）の息子。年齢は10歳。
口が悪く生意気な性格だが、アニメ版では迷子になって泣いている子供をあやすシーンが追加されている。
母親はすでに他界しており、家庭教師である若林夕雨子（わかばやし ゆうこ、声 - 折笠愛）を母のように慕っている。彼女が母親の病気を治すために金策をしていることと家庭を顧みない父親への反発心から、狂言誘拐を持ちかけたことがある。
短編集のおまけ漫画では、二三らとともに探偵団を結成しているが、スミレ同様二三とは犬猿の仲である。

青柳拓哉（あおやぎ たくや）
声 - 高橋直純
二三の同級生。
頭が良く温厚で容姿端麗な御曹司であり、二三とスミレに想いを寄せられている。しかし彼は2人の性格に辟易しているため、あまり相手にしていない。
年頃の小学生らしい真っ当な感覚の持ち主で、殺人現場を目の当たりにした瞬間真っ先に逃げ出していた。また、勝手に自分を殺人事件のターゲットにしようとし、推理漫画で変身する二三やスミレに辛辣なツッコミを入れていた。
都築瑞穂（つづき みずほ）
詳細はその他の項目を参照。
小美野悠人（おみの ゆうと）
詳細は犯罪者の項目を参照。

## その他
森宇多子（もり うたこ）〔初代ドラマ：吉村里沙（よしむら りさ）〕
演 - 小橋めぐみ
四ノ倉学園受講生。「首吊り学園殺人事件」で初登場。
登校初日から首吊りごっこをやっていた、オカルトオタク（本人は深町に呼ばれたと言っている。そのため一にはしばしば引かれていた）。その後も「犯人は深町の霊だ」などと言って阿久津に「貴様、正気か？」と言われたりしていた。深町に想いを寄せていたらしく、彼の遺作「子守唄」に描かれた女の髪が伸び続けていることにいち早く気付いた。名前は子守唄のアナグラムである。
以降は創立祭のエピソードで占い師として再登場したり、おまけではたびたび登場している。彼女の「占い」は100%的中しており、なかなか侮れないものである。
「金田一少年の1泊2日小旅行」では深町の浅野の裸体画を見て性的な絵に目覚め、「首吊りアサガオ」というペンネームで剣持と明智の同人誌「野獣のコモリウタ」を描いたことがある。
「きんにゃいち少年の事件簿」では猫化した一の目の前に現れ、「この漫画はいかにネタが尽きるか」ということを占おうとした。
ドラマ版の吉村里沙は、「犯人は深町の霊だ」と言うことや深町に想いを寄せるらしき描写以外は首吊りごっこやオカルトオタクでは無い普通の女子生徒である。

結城英作（ゆうき えいさく）
神奈川県横浜市で開業医をしている医師。「オペラ座館殺人事件」で初登場。
基本的には紳士であり、医者としての矜持もあるが、常に妖しい笑みを浮かべていて、手術用の鉗子とメスで食事をしたり、殺人の起こったホテルを気に入ったりするなど、異様な面も見られる。
「タロット山荘殺人事件」ではタロットカードにも精通していることが明らかになった。
年齢は42歳。身長は190cmは優にある、剣持以上の長身。
小説版にも登場したが、アニメ版・ドラマ版には未登場。そのため、原作で結城が行った検死は他の登場キャラが行っている。
「オペラ座館 第三の殺人」には登場しなかった。

都築瑞穂（つづき（初代ドラマでは「つづく」） みずほ）
声 - 日髙のり子
演 - 鈴木杏（初代）
「金田一少年の殺人」で登場した都築哲雄（つづき（初代ドラマ版ではつづく） てつお、声 - 堀勝之祐 / 演 - 山下真司（初代）、戸塚祥太（5代目））の一人娘。10歳。
母親を早くに亡くした上、重度の腎障害を患い、数日おきに通院を繰り返すという辛い生活を送っていた。学校に行くのが好きだったため、ろくに友達と会話もできない辛さで、思わず父に弱音を吐いていたこともある。最終的には父の捨て身の臓器提供によって腎臓移植を受け、病状が回復。父と親しかったいつきに引き取られ、現在は彼と2人で暮らしている。
心優しい性格で、父親のことは大好き。そのため、父の死は伏せられ「仕事で海外に行っていて当分帰れない」といつきに説明されている。いつきとは事件以前より相当な面識があったようで「いつきのおじちゃん」と呼んで慕っている。根は真面目であり、本を読みながら食事をしているいつきに注意したことがある。家では炊事を担当している。
「黒死蝶殺人事件」で再登場し、短編集のおまけ漫画では、二三らとともに探偵団を結成している。ドラマ版では「金田一少年の殺人（初代シリーズ）」と番外編のみに登場、アニメ版では「金田一少年の殺人」以外の話には出ていない。アニメの「黒死蝶〜」はいつきは単独で外食中に遠野に似た青年の姿を写真の中に見出すという描写に変更されたため、一緒に食事をしているシーンはカットされて未登場である。
初代ドラマ版の番外編「金田一少年の事件簿 永久保存版」では「一お兄ちゃん、瑞穂をお嫁さんにしてくれるんじゃなかったの?お願いだから戻ってきて」と涙ぐんでいた。
5代目ドラマ版では、哲雄が原作よりも若い独身男性に設定されたことにより登場しないが、同じ重度の腎障害を持つ哲雄の婚約者の須藤麻衣子（すどう まいこ、演 - 小林涼子）が瑞穂の代役として登場した。哲雄の捨て身の臓器提供で腎臓移植を受け回復するというのも原作と同じだが、瑞穂と違い、彼の犯罪行為全てを知ることとなる。自分も罪を背負って生きる覚悟を一たちに打ち明けるが、一には「都築さんの分も、あなたは幸せになるべき」と励まされる。
『金田一37歳の事件簿』では30歳になっており、結婚して子供がいることがいつきの口から語られた。
黒沢和馬（くろさわ かずま）
声 - 笹岡繁蔵（アニメ） / 山本圭（劇場版）
演 - 夏八木勲
オペラ座館を舞台に起こった殺人事件全てにおいて関わりのある人物。
10年前にオペラ座館を購入し、別荘にするという考えだったが、6年前にホテルとして営業を始めた。現代演劇を改革し、ビジネスとして成立させた陰の立て役者と呼ばれる大演出家で、かつては日本で五本の指に入ると言われていたという。劇団「幻想」において過去8回『オペラ座の怪人』の演出を試みて、その全てを成功させている。
自身のホテルで不動高校の演劇部の合宿が行われたが『オペラ座の怪人』にまつわる殺人（オペラ座館殺人事件）を経験している。
4年前に娘の美歌を『オペラ座の怪人』の上演中に自殺で失う。葬儀は「オペラ座館」で行われ、墓は歌島の岬にある（後に青山霊園に移した）。それを機に演出家の仕事を辞めた。なお、彼女の死が二度目のオペラ座館での殺人事件（「オペラ座館 新たなる殺人」）の発端となった。
二度目の事件後、オペラ座館を手放し、「遊民蜂起」という劇団を旗揚げして9作目の演出となる『オペラ座の怪人』を公演したが、その後に謎の事故死を遂げている。結局「オペラ座館 新たなる殺人」の終盤において犯人となってしまった弟子の帰りを待ち続けると話していたが、それは叶わなかった。
美歌の異母兄妹であり自身ではその存在を知らなかった息子・霧生鋭治（きりゅう えいじ、声 - 古谷徹 / 演 - 古川雄大）がおり、彼の死が三度目のオペラ座館での殺人事件が巻き起こる発端となっている。残された彼の劇団は弟子であった影島十三（かげしま じゅうぞう、声 - 山路和弘 / 演 - コング桑田）が引き継いでいる。
年齢は60歳。血液型はB型。
左頬に大きな傷痕があるが、それは娘の自殺のショックの余り、自ら娘のカミソリで傷つけたことによる。
「金田一少年の1泊2日小旅行」では実は生存していて、借金取りから逃げるために死を偽装していた。現在はかつての愛人でオペラ座館現オーナーの響に、オペラ座館の経営を任されているという設定になっている。美雪に存在を忘れられていた人間の1人。
「犯人たちの事件簿」では、変装していた有森を訝しく思うも、部屋に泊めてあげたことが明らかになっている。しかし部屋をめちゃくちゃにされる形で恩を仇で返された。そのことについて「『オペラ座館殺人事件』はそもそも自分のペンションを殺人事件の舞台にした有森がいけなかった」「商売が上がったりだよ」と有森に対する文句を言っていた。
初代ドラマ版では、美歌の存在は語られず、その代わりに月島冬子の師匠となっている。

黒沢美歌（くろさわ みか）
声 - 円谷優子（劇場版）
黒沢和馬の娘。劇中では既に故人。
父・和馬が演出家を手掛ける「幻想」に属し、「オペラ座の怪人」では、ヒロインのクリスティーヌを演じていた。
「オペラ座館殺人事件」では、エピローグにおいて、存在が明らかとなり、4年前に同じ劇団員の恋人が他の女性に乗り換えたことを苦にして、オペラ座館の舞台で服毒自殺したことが語られた。墓は歌島に建てられている。テレビアニメ版とドラマ版では存在が語られなかった。
「オペラ座館・新たなる殺人」で名前が明らかになり、かつての恋人である能条光三郎も登場。同話において、彼女の自殺の本当の理由が明らかとなり、能条を欲している同じ劇団員の真上寺聖子がけしかけた滝沢厚、緑川由紀夫ら取り巻き達に強姦され、心に深い傷を負ったことで自殺し、真相を知った能条は聖子一派に復讐していった。
劇場版では、幻覚剤を飲まされて舞台を失敗させてしまった上、能条に捨てられる幻覚も見てしまったことが元でオペラ座館の舞台で首吊り自殺をする展開に変更。
「オペラ座館・第三の殺人」では、異母兄弟の霧生鋭治が登場した。

和田朋美（わだ ともみ）
声 - 西村ちなみ
「天草財宝伝説殺人事件」の真犯人・和田守男（わだ もりお、声 - 井上倫宏）の娘で蔵元醍醐（くらもと だいご）の孫。
心臓と肺に関わる重い病気を抱えていたため、手術費を狙った父が起こした事件で蔵元家の血を引くたった一人の存在となってしまった。次の春まで持たないとされていたが、サンタクロースに変装した一がプレゼントした「天正菱大判」によって希望がもたらされた。その後は手術のために渡米。

太刀川都（たちかわ みやこ）
声 - 坂本千夏
演 - 山下リオ
一の中学時代の旧友。「雪影村殺人事件」に登場。雪影高校2年。元気で明るい正統派田舎娘。ショートカットにカチューシャ姿で、丸眼鏡を掛けている。文才があると自称し、推理作家を志望している。一より背が高い。同級生の葉多野 春菜（はたの はるな、声 - 矢島晶子 / 演 - 小川涼）の死をきっかけに、一と再会した。 再会後に起きた事件では、美雪の替わりに、助手役を務める。一に懸想していたが、再び言い出せないままに別れる事となった。
「1泊2日小旅行」において本編では一に「中1の日記で朝起きて歯を磨いた事まで書いていた」と指摘される程度の文才であったのに対して、本作ではそれが悪化し、ペンを握っただけで寝落ちしてしまうという厄介な体質になっている（何故か「パン」でも寝ていたが）。 タイムカプセルに入っていた彼女のパンツは一が持ち帰ったらしく、それを見つけた美雪にそのパンツの主は浮気相手だと誤解され、見つけ次第「上送りの矢」をぶち込むと宣言する美雪に恐怖を覚えて逃亡し、滑って転び電柱に身体を強打した。

ポアロ（犬）
「怪盗紳士の殺人」で初登場。
和泉（蒲生）さくら（いずみ（がもう） さくら、声 - 皆口裕子 / 演 - 遠藤久美子）のペットの子犬。初代ドラマ版では柴犬。迷子になっていたところをさくらに拾われた。ラベンダーの匂いを非常に嫌っており、匂いに感じると異常に吠える。このラベンダー嫌いが事件を解決に導く一端となった（岸一成（きし いっせい、演 - 横山輝一）曰く、「小さな名探偵」）。
「銀幕の殺人鬼」に再登場。さくらが亡くなった後は一が里親を探したらしく、一の近所の小松（こまつ）という人物の家で飼われていることが判明。アニメ版では二三がよく抱えており、「魔犬の森の殺人」において一のセリフから一の家で飼われていると思われる。また、鍵についたラベンダーの匂いがきっかけで不動芸術高校（ドラマ版では不動高校）映画研究部で起きた連続殺人の解決に貢献している。
ケータイゲーム版では、ラベンダーの匂いを嫌うのは、小さい頃のトラウマではないかと一は推測している。
4代目ドラマ版では真壁が飼い主になっている。名前に反してホームズ風の服を着せられている。
「きんにゃいち少年の事件簿」では一の母に連れられる形で登場。本来は人間が好きなのだが、ラベンダーの香りのせいで別人になってしまうことが悩みの種で、「花殺隊を結成しませんか」「ラベンダー業者と農家にカチコミをしましょう」と主張し、一を散々な形で振り回した。

楊小龍（ヤン・シャオロン）
声 - 植村喜八郎
演 - 陳子強
上海・楊雑技団団員。後に団長。また「金田一少年の決死行」では俳優として活動する描写もある。楊麗俐〈楊蕾麗〉（ヤン・レイリー）〈小林千恵《麗美》（こばやし ちえ（れいみ））〉、声 - 湯屋敦子 / 演 - 水川あさみ）の義兄で楊王（ヤン・ワン）〈楊達仁（ヤン・ターレン）〉、声 - 伊藤和晃 / 演 - 何子嵐）の息子。
「上海魚人伝説殺人事件」で初登場。年齢は一より一つ上。長身の美男子。直情的で厳格な性格であり、周囲からは怖がられることも少なくないが、親しくなった相手には明るく優しい面を見せる。当初は藤堂に父親を陥れられたトラウマから日本人嫌いになっており、一と対立していた。しかし自分が殺人容疑をかけられて逃亡した際に一が手助けをし、さらには無実を証明したことから無二の親友となる。酔拳の使い手。レギュラー陣以外で一を下の名前で呼ぶ数少ない人物。
「殺戮のディープブルー」で再登場し、漫画でも「金田一少年の決死行」で初登場する。その時はドラマの撮影中であることから、俳優としても活動し始めているようで、共演者である玲香（梓）と一の話題で意気投合している。
ドラマ版では初代の劇場版「上海魚人伝説殺人事件」のみに登場し以降は登場しない。酔拳使いの描写は省略されている。
アニメ版では「上海魚人伝説殺人事件」の他、「殺戮のディープブルー」で再登場する。オリジナル設定のアニメ映画の「殺戮のディープブルー」では彼の拳法使いの役を藍沢茜（あいざわ あかね、声 - 高橋理恵子）が担当している。
メグレ伯爵
「仏蘭西銀貨殺人事件」で登場。フランスの名探偵で、本名はセバスティアン・ルージュ・ド・メグレ（Sebastien Rouge de Megure）。
繊細な顔立ちの美青年で、お洒落なコートとスカーフを身にまといパイプを愛用する。立ち振る舞いが礼儀正しいフランス紳士で、観察力と洞察力に優れているが、推理力はいまひとつである。
ナルシストでカタコトな日本語で喋る。また人が死んでも余裕の表情で推理をするなどやや不謹慎な一面を持ち合わせている。ホテル「仏蘭西館」で行われるブライダルコンペティションに招待されており君沢ユリエ（きみさわ ユリエ、声 - 山本圭子 / 演 - 白川由美）と六条光彦（ろくじょう みつひこ、声 - 檜山修之 / 演 - ドン小西）のファッションショーに参加するが、そこで殺人事件に遭遇し一達と出会い彼の推理を「素晴らしい推理」と敬意を払い自分と一のどちらかが先に事件を解決するか推理合戦を挑む。剣持は彼を見て「どっかのイヤミ警視を思い出す」と称していたが、一は「あの人よりイヤミ度が少ない分かわいげがある」と称していた。
アニメ版・ドラマ版には登場しない。

マスター
声 - 佐藤友啓
「カフェふくろう」のマスター。
フクロウグッズを集めるのが趣味で、趣味が高じて本物のフクロウ「ホー之助」を飼っている。アニメ（R）ではオリジナルのシーンが加えられている。
なお、一が中学の時に下着泥棒を働いた際にこの「ホー之助」が袋叩きに遭う一部始終を目撃していた。
『金田一二三誘拐殺人事件』のラストでその正体が高遠であることが発覚した。
作画を担当しているさとうふみやはフクロウグッズ収集家であることを公言しており、あとがきなどでは度々自分自身をフクロウにして描いている。

鷹野樹里（たかの じゅり）
声 - 橋本結
「キャンプ場の怪事件」で初登場。
一と美雪の中学時代の同級生（現在は別の高校に通っている模様）。黒髪のロングヘアが特徴であり、中学時代は三つ編み、現在はストレートにしている。美雪とは仲がいいが、上述の冴子同様一の事を馬鹿にしており、「ダメ金」と呼んでいる。
「ゲームの館殺人事件」では、草太達から一が事件に巻き込まれる事が多いと聞いた際は「呪われている」と評した。

秋峰あかね（あきみね あかね）
声 - 原優子
「キャンプ場の怪事件」で初登場。
一と美雪の中学時代の同級生（現在は別の高校に通っている模様）。茶髪のショートヘアが特徴。美雪とは仲がいいが、上述の冴子同様一の事を馬鹿にしている。
「ゲームの館殺人事件」では一と美雪が進展している事を聞き、二人きりにしてあげようと計画を立てた。

日比野宙（ひびの そら）
「金田一くんの冒険」に登場。一の同級生の少年。一と同様にお調子者で生意気な性格。一たちからは、チュウの愛称で呼ばれている。

鮎川笑美（あゆかわ えみ）
「金田一くんの冒険」に登場。一の同級生の少女。クラスの人気者。冒険クラブには夏休み前に加入。

北条香苗（ほうじょう かなえ）
「金田一くんの冒険」に登場。不動小学校6年3組の教師で一たちの担任。冒険クラブの顧問。不動小学校の卒業生でもある。

ハルナ/ナツキ/アキナ
「金田一くんの冒険」に登場。一の同級生の女子三人組。通称春夏秋トリオ。
一を「バイ菌でダニのように汚い」という理由で毛嫌いしており、彼がキンダニ呼ばわりされるきっかけを作った張本人たちである。

白藤彩子（しらふじ あやこ）
「明智警部の事件簿」に登場。看護師。年齢は28歳。
大人しそうに見えるが、勝気で曲がったことが嫌いな上に腕っ節は強く、平手打ちで小林を壁に叩き付ける程である。病院のシフト上、夜勤が多い為、朝から夕方まで寝ている事が多い。
自分のアパートで転寝している時、ヒーターが不完全燃焼によって一酸化炭素が発生し、被害に遭いそうになった所を殺人の通報を受けた明智達に助けられた。警察に通報した人物は隣人の箱崎（はこざき）という男性だったが、彼は自分の部屋を覗いていた時にヒーターの不完全燃焼を知り、覗きがバレないよう警察に通報した事が判明。明智が帰った後で箱崎を訴えたが、自分の命を助けた事もあってか、被害届を出さず、拳骨数発で彼を許した。その後、箱崎と交際し、新しい家で同棲した。

インタビュアー
『犯人たちの事件簿』に登場。作中では姿を見せず、台詞しか描かれていない。
各ファイル最終話にて一に敗北した犯人に対し、敗因と一に勝つために必要なものについてインタビューを行っている。インタビューの対象が死者だったり、そもそも未来から振り返るのではなく犯行当時に犯人以外の時を止めてインタビューを行うなど謎が多い。
最終話でその正体が未来の犯人であることが発覚した。以前から他の犯人の様子を盗撮しており、彼らの敗因を密かにかき集めていた。本作はインタビュアーが一を倒しに行くシーンで締めくくられている。

ジェリート・ムート
「きんにゃいち少年の事件簿」に登場する玲香の知り合いのハリウッド監督。一と美雪の生命力のタフさに目をつけて2人が主演を務めるコメディ映画の台本を送るが、一が断ったためおじゃんになった。

焼き肉屋店長
「きんにゃいち少年の事件簿」に登場する焼き肉屋「猫でも焼ける焼肉屋さん」の店長。容姿はジェントル山神に似ている。阿漕な商売をやっているらしく、一と美雪に「死にそう」と評されていた。その後高遠から嫌がらせを受ける羽目になる。

リス公（リスこう）
「魔術列車殺人事件」に登場したリス。高遠の策略で底なし沼に入った一に助けを求められていた。「きんにゃいち少年の事件簿」では再び底なし沼に入った一と再会。チョコチップクッキーを渡してくれなかったことを根に持っていたが、あまりにも一が可哀そうだったため仲間とともに助けようとするも失敗。その後、一と明智を誘拐した高遠を呼び止めようとするがクルミで買収されることに。高遠に忘れ去られていた動物。